# VfL Osnabrück (Basketball)
In der zweiten Hälfte der 1960er-Jahre gehörte der VfL Osnabrück zu den bekanntesten und erfolgreichsten „Spitzenteams“ des Deutschen Basketball Bundes (DBB). Schon mit dem Aufstieg aus der Niedersachsenliga in die erstklassige Oberliga Nord im Jahr 1958 wurde der Grundstein für die spätere Erfolgsgeschichte der Osnabrücker Basketballer gelegt. In der Saison 1965/66 qualifizierte sich das VfL-Team als Staffelsieger der Oberliga Nord für die neue zweigeteilte Basketball-Bundesliga (BBL) und gehörte in der ersten BBL-Spielzeit 1966/67 zu den 20 Gründungsteams. Gleich in der ersten Bundesliga-Saison wurde der VfL Vize-Meister sowie Sieger im ebenfalls neuen DBB-Pokal. Gefolgt von einer weiteren Vize-Meisterschaft in der Saison 1967/68 erreichte der VfL in der Saison 1968/69 seinen ersten und einzigen Deutschen Meistertitel.
Parallel zu den Erfolgen auf nationaler Ebene nahm der VfL auch an internationalen Wettkämpfen teil. Die Osnabrücker waren in drei Spielzeiten in Europapokal-Wettbewerben des Basketball-Weltverbands FIBA vertreten. 1968 konnten die VfL-Spieler im europäischen Wettbewerb der nationalen Pokalsieger das Achtelfinale erreichen. Die Spieler der Bundesligateams waren in den Jahren des Erfolges über die Grenzen Deutschlands hinaus als Sympathieträger bekannt und wirkten für die Stadt Osnabrück als „Aushängeschild“.
Herausragende, in Länderspielbegegnungen ihrer Verbände und/oder durch die Teilnahme an internationalen FIBA-Wettbewerben erfahrene Bundesligaspieler waren Helmut Uhlig, Klaus Weinand und Rassem Yahya, die bereits vor ihrer Zeit beim VfL Osnabrück mit ihren früheren Erstligaclubs einmal oder mehrfach Meister des Deutschen Basketball Bundes (DBB) oder des Deutschen Basketball-Verbandes der DDR (DBV) werden konnten. Aus dem Kreis der fünf VfL-Bundesligaspieler (damals vier „aktuelle“ Spieler sowie mit Rolf Dieter ein ehemaliger VfL-Jugend- und Bundesligaspieler), die nach Oktober 1968 in der Phase der Olympiavorbereitung in der A-Nationalmannschaft zum Einsatz kamen, gehörten 1972 beim olympischen Basketballturnier in München zwei VfL-Spieler zum Olympiateam des Nationalen Olympischen Komitees (NOK) für Deutschland.
Die VfL-Spieler hatten im Laufe ihrer Spielerkarriere mit ihrem Clubteam und/oder in einer der Nationalmannschaften ihres Basketballverbandes immer wieder Gelegenheit, sich mit den leistungsstärksten Spielern des europäischen Basketballs auf einem hohen athletischen Niveau zu messen und sich an deren herausragendem spielerischen Können zu orientieren. Neben der Auseinandersetzung mit den Spitzenspielern der europäischen Basketballwettbewerbe auf dem Parkett ergaben sich ebenfalls Begegnungen mit Trainern und Schiedsrichtern des europäischen Basketballs. (Die bedeutendsten Persönlichkeiten von ihnen wurden 2008, anlässlich des fünfzigsten Jubiläums der ersten Austragung des Europapokal-Wettbewerbs im Jahr 1958, von der EuroLeague in der Euroleague’s 50 Greatest Contributors List zusammengefasst und im Rahmen einer offiziellen Zeremonie in Madrid geehrt.)
In der zweiten Hälfte der 1960er Jahre gehörte der VfL Osnabrück, zusammen mit den vier weiteren Sportvereinen Alemannia Aachen, Eintracht Frankfurt, FC Bayern München und TSV 1860 München, zu der Gruppe der Erst- und Zweit-Ligaclubs des Deutschen Fußball-Bundes (DFB), die mit einer Basketballmannschaft im Kreis der Erstligateams des DBB vertreten waren.

## Geschichte und Erfolgsfaktoren
In den 1960er Jahren war Osnabrück aufgrund der sehr guten Trainingsarbeit in den Schulen und Vereinen eine der bedeutenden Basketball-Hochburgen in Niedersachsen, neben Göttingen, Hannover und Oldenburg. Der Männermannschaft des VfL Osnabrück gelang es bereits am Ende der Spielzeit 1957/1958 mit dem jugoslawischen Spielertrainer Mićo Orlović, aus der Niedersachsenliga in die Oberliga Nord, die damals höchste Spielklasse des DBB, in der gleichfalls die Berliner Mannschaften des DBB spielten, aufzusteigen. Im Anschluss daran, zu Beginn der Saison 1958/1959, übernahm der A-Nationalspieler Lothar Waldowski, später DBB-Bundestrainer der Frauen-Nationalmannschaft, als Spielertrainer die Verantwortung für das Training und Coaching des Aufsteigers. Der VfL-Mannschaft gelang es im Jahr 1959, mit dem international erfahrenen Waldowski auf der Spielmacherposition als „Neuling“ ungeschlagen „Meister“ der Oberliga Nord zu werden und sich für die Endrunde um die deutsche Meisterschaft des DBB zu qualifizieren. Sehr erfolgreich spielten ebenso die früheren Zweitligaclubs Osnabrücker TC (OTC) und der MTV Osnabrück, die stets auf den vorderen Tabellenplätzen ihrer Liga zu finden waren. Alle drei Vereine leisteten, wie die zahlreichen anderen Basketballvereine im Basketballbezirk Osnabrück, eine vorbildliche Jugendarbeit. Beim VfL war der Basketball-Abteilungsleiter Klaus Manthey, damals Sportredakteur des Osnabrücker Tageblattes („OT“), bis zu seinem im Jahr 1967 beruflich bedingten Weggang aus Osnabrück stets herausragend engagiert. Manthey war bis dahin unter anderem Trainer und Coach der Osnabrücker National- und Auswahlspieler von Bock, Dieter, Volkmar Gaber, Homm, Husemann, Koppermann und Mentgen. Daneben war er ebenfalls als Spieler und Schiedsrichter sowie Funktionär im Basketballbezirk aktiv. Der damalige Vorsitzende des Basketballbezirks Osnabrück, Jürgen Molitor, (seit 1961 DJK Blau-Weiß Schinkel), Ende der 1950er Jahre ein Mannschaftskamerad von Manthey in der Oberligamannschaft des VfL, der Mitte der 1980er Jahre zum DBB-Geschäftsführer bestellt wurde und in der Folge für den nationalen Sportverband mehrjährig tätig war, unterstützte aus seiner Funktion des Vorsitzenden des Osnabrücker Basketballbezirks stets den herausfordernden Spiel- und ambitionierten Trainingsbetrieb der VfL-Bundesligaspieler.
Neben der gezielten Jugendarbeit war weiterhin die Verzahnung des Schulsports an den Osnabrücker Gymnasien Gymnasium Carolinum, Ernst-Moritz-Arndt-Gymnasium und Ratsgymnasium Osnabrück mit der Jugendarbeit der Vereine ein Erfolgsfaktor. Beispielhaft steht hierfür die langjährige Arbeit von Werner Henke, Oberstudienrat am Ernst-Moritz-Arndt-Gymnasium in Osnabrück, als Sportfunktionär, der von 1958 bis 1966 Mannschaftsbetreuer der VfL-Oberligamannschaft war, im VfL und in dem im November 1957 gegründeten Basketballbezirk Osnabrück. (Im März 1953 fand das erste Basketballspiel einer Osnabrücker Mannschaft statt. Schüler der Staatlichen Oberschule für Jungen spielten in der Turnhalle an der Arndtstraße gegen Schüler des litauischen Gymnasiums Vasario 16 aus Diepholz. Oberstudienrat Otto Papenhausen gilt als derjenige Pädagoge, der in der ersten Hälfte der 1950er Jahre die Grundlagen dafür schuf, dass der Basketballsport an Osnabrücker Jungengymnasien als Sportart etabliert werden konnte.) Profitiert hat der Basketballsport im Osnabrücker Land ebenfalls vom Engagement des Hochschullehrers und ehemaligen Leichtathletik-Olympiatrainers Hermann Westerhaus, im Jahr 1924 Gewinner der deutschen Meisterschaft der Zehnkämpfer, den Basketballsport Ende der 1950er Jahre in das Ausbildungskonzept der Pädagogischen Hochschule Osnabrück aufzunehmen, um angehenden Schulpädagogen während ihres Studiums Kenntnisse zu vermitteln sowie ihnen erste eigene Erfahrungen im Training und Spiel im damals in Deutschland noch wenig verbreiteten Basketballspiel zu ermöglichen. Wichtig war daneben die nie versiegende Bereitschaft der Turnhallen-Hausmeister, die Sporthallen stets zu öffnen, wenn sie von den Jugendlichen und Ligaspielern gebraucht wurden. Die A-Jugendmannschaften des VfL waren bei den jährlich stattfindenden Jugendmeisterschaften des Niedersächsischen Basketballverbandes (NBV) stets in der Rangfolge der vorderen Turnierplatzierungen zu finden. Jugendspieler des Osnabrücker Basketballbezirks, wie Homm, Husemann, Kollmann, Mentgen, Mimitz und K. Vennegeerts, gehörten zu den erfolgreichen Auswahlmannschaften des NBV, besonders bei den Turnieren um den Jugendpokal des DBB, in der Ära des niedersächsischen Landesverbandstrainers Felix Szöllösy aus Braunschweig.
Im Jahr 1966 konnten Schüler des Ratsgymnasiums Osnabrück, zehn junge Basketballer aus dem Osnabrücker Land, in der Ischeland-Sporthalle in Hagen gegen die Spieler des Schalker Gymnasiums aus Gelsenkirchen Sieger im Endspiel des ersten DBB-Bundesturniers für „landesbeste Schulmannschaften“ werden – aus dem Kreis aller Schulen in den elf Bundesländern hatten sich acht Schülermannschaften qualifiziert. Sieben Schüler der Siegermannschaft spielten in Mannschaften des VfL Osnabrück. Vier Spieler des Siegerteams (von Bock, Volkmar Gaber, Husemann, Ulrich Renner) spielten nach ihrer Zeit als VfL-Basketballer in Osnabrück (Ulrich Renner wurde beim Osnabrücker Tennisclub ausgebildet) im Laufe ihrer Erstligakarriere für insgesamt vier BBL-Clubs (in Hamburg, Heidelberg, Mainz und München). Am Ende der Spielzeit 1968/1969 gelang der A-Jugendmannschaft des VfL Osnabrück mit den Bundesligaspielern Ansmann, Haferkamp, Meyer und Rupp der Einzug ins DBB-Jugendfinale, das am 15. Juni 1969 in Hamburg direkt vor dem DBB-Pokal-Finale der Senioren stattfand und von den Jugendlichen des MTV Gießen mit 80:69 gewonnen wurde. Trainer der beiden Jugendmannschaften waren die Nationalspieler Bernd Röder (MTV Gießen) und Helmut Uhlig (VfL Osnabrück).

## Aufbau und Entwicklung des Meister-Teams
Klaus Weinand war 1964 zusammen mit dem damaligen VfL-Präsidenten und Stahlbauunternehmer „Friedel“ Schwarze einer der beiden Initiatoren des legendären Osnabrücker Meister-Teams. Der Zwei-Meter-Center galt damals als „Mister Basketball“ in der Bundesrepublik. Mit zwei seiner drei früheren Erstligaclubs, USC Heidelberg und Alemannia Aachen, hatte der Medizinstudent seit 1961 bis dahin drei Meistertitel des DBB gewonnen. (1962/1963 studierte Weinand in Berlin. Er stand am Ende der Saison mit den Neuköllner Sportfreunden im Meisterschaftsfinale des DBB gegen die Aachener Alemannia und erreichte die Vize-Meisterschaft.) Beide wussten, dass ein Basketballteam in Deutschland nur erfolgreich sein konnte, wenn semiprofessionelle Bedingungen gegeben waren. „Friedel“ Schwarze war ein Lokalpatriot. Er hatte erkannt, dass die Erfolge einer Osnabrücker Spitzenmannschaft der Region Osnabrück „gut tun“ würden – mit großer nationaler und internationaler Wirkung. Bei seiner Entscheidung, die damalige Basketball-Oberligamannschaft zu verstärken, um das VfL-Team in die Gruppe der Spitzenteams der geplanten BBL zu führen, verließ sich Präsident Schwarze bei der Verpflichtung der Spieler Böttger, H. Uhlig und Weinand vor allem auf Auskünfte und den Rat von Hein-Gerd Tenfelde, einem ehemaligen Jugend- und Amateurliga-Fußballer des VfL. (Tenfelde war damals einer von Schwarzes Gesprächspartnern bei der Identifizierung von möglichen neuen Vertrags-Fußballspielern für den VfL.) Er hatte in Köln als Kommilitone regelmäßig Kontakt zu den Spielern der Basketball-Hochschulmannschaft der Universität zu Köln, für die damals unter anderem die Studenten Böttger, Jarré, Plock, Posern, Rainer Tobien und Weinand im Rahmen von Hochschulmeisterschaften des Allgemeinen Deutschen Hochschulsportverbandes (adh) spielten.
| Live im Radio – Mitschrift einer Radioreportage von Hans-Joachim Rauschenbach, Sportreporter des Hessischen Rundfunks. Er hat damals über die dramatischen Schlusssekunden des Endspiels um die deutsche Basketball-Meisterschaft 1965, am 23. Mai 1965 in der Heidelberger High-School-Sporthalle, zwischen dem MTV Gießen und dem VfL Osnabrück, berichtet. Zur Halbzeit führten die Osnabrücker Spieler mit drei Punkten (38:35): … „Die Gießener müssen auf Jungnickel und auf Röder verzichten – in diesen letzten zwanzig Sekunden – weil beide mit fünf Fouls das Spielfeld verlassen mussten. Nun – der Ball wird jetzt, in den letzten zwanzig Sekunden, vom MTV Gießen, von der Seitenlinie ins Spiel gebracht, wird auf Geschwindner gespielt. Neunzehn Sekunden, die Uhr läuft. Er muss den Ball nach vorn spielen! Fünfzehn Sekunden. Heinz Ross ist es, der ihn hat. Und – Geschwindner hat den Ball, er zögert immer noch, er weiß noch gar nicht was auf dem Spiel steht, denn er muss treffen. Und – da hat Butler getroffen. Der MTV Gießen führt. Das Spiel ist zu Ende! – Dramatischer konnte es nicht mehr zugehen. Der MTV Gießen ist durch diesen Wurf von Butler Deutscher Basketballmeister 1965 geworden. Jubel hier in Heidelberg – das war wirklich, in allerletzter Sekunde, fünf Sekunden vor Schluss wagte der Amerikaner Butler, den seine Mitspieler jetzt umarmen, einen Weitwurf. Er hatte Erfolg mit diesem Wurf, gewann dadurch zwei Punkte und sicherte damit dem MTV Gießen die deutsche Basketball-Meisterschaft 1965. Dramatischer haben wir noch kein Endspiel erlebt, im deutschen Basketball. Butler wird von seinen Mannschaftskameraden auf die Schultern genommen – man beglückwünscht ihn von allen Seiten, sie tragen ihn vom Spielfeld. Ja, es ist bald nicht mehr zu beschreiben, was hier in Heidelberg für ein Jubel herrscht und – welche Freude natürlich jetzt in Gießen. Aber man muss sagen, der VfL Osnabrück war ein großer Gegner! Und: man wusste in den Schlussminuten wirklich nicht mehr – wer gewinnen würde, denn so knapp war ja die Entscheidung, mal führten die einen mit einem Punkt, mal die anderen.“ … Anmerkung: Der Coach des MTV Gießen, Pit Nennstiel, hatte beim Spielstand von 68:67, nachdem der VfL-Kapitän Helmut Uhlig sein Team mit einem Distanzwurf erneut in Führung gebracht hatte, eine Auszeit genommen. Verabredet wurde auf Seiten des Dritten der Oberliga Südwest, dass Holger Geschwindner den Ball zehn bis 15 Sekunden sichern sollte. Abgesprochen war weiter, dass sich Ernest „Ernie“ Butler „unauffällig“ in eine eher ballferne Wurfposition bewegen sollte, um unmittelbar vor Spielende den gegnerischen Korb mit dem spielentscheidenden Wurf final anzugreifen. Geschwindner hatte beim Dribbeln zunächst das Problem, dass es in der amerikanischen High-School-Sporthalle nur eine einzige Spielzeitanzeige gab, die sich über dem eigenen Korb befand. Deshalb dribbelte er, so empfand es, ebenso wie zahlreiche Zuschauer, Sportreporter Rauschenbach, die ersten zehn Sekunden der verbleibenden Restspielzeit immer wieder scheinbar wenig zielgerichtet in Richtung des eigenen Korbes. Erst als die Uhr ausreichend „heruntergespielt“ war, brachte Geschwindner mit einem langen Pass den US-Basketballer ins Spiel, der es dann geschickt verstand, sich mit einer Körpertäuschung und zwei Dribblings in Wurfposition zu bringen. Ausschlaggebend war in dem spielentscheidenden Momentum, dass die Spieler des Meisters der Oberliga Nord, die an ihrer Linie keinen Coach hatten, nicht informiert waren, dass Butler am Ende der Saison 1962/1963, im Rahmen der Aufstiegsspielrunde zur Oberliga Süd, dem MTV im entscheidenden Spiel gegen den TV Offenbach vier Sekunden vor Spielende, bei einem Ein-Punkt-Rückstand, mit einem großartigen Distanzwurf den Aufstieg sichern konnte und somit über eine besondere Fähigkeit verfügte. |

Bereits in der ersten Spielzeit von Klaus Weinand in Osnabrück schloss der VfL als Meister der Oberliga Nord, im Finale gegen den MTV Gießen, die Saison durchaus erfolgreich mit der Vize-Meisterschaft des DBB ab. Das Finale um die deutsche Meisterschaft der Saison 1964/1965 wurde am 23. Mai 1965 vor mehr als 1.500 Zuschauern in der Heidelberger High-School-Sporthalle gespielt. Erst fünf Sekunden vor Spielende konnte Ernest „Ernie“ Butler, der US-amerikanische Spielmacher des MTV (später FC Bayern München) und mit acht Punkten „Matchwinner“, das spannende Spiel um die Meisterschaft mit einem „Jahrhundertwurf“ aus sehr großer Distanz entscheiden. Endstand: 69:68 (35:38) für den MTV Gießen.

## Rahmen und Bedingungen
Alle Bundesligaspieler des VfL Osnabrück waren Amateure, gemäß den Bestimmungen des Deutschen Sportbundes (DSB). Sie waren Schüler, waren Lehrlinge beziehungsweise Auszubildende, studierten an auswärtigen Universitäten, waren vorübergehend bei der Bundeswehr oder gingen einem regulären Beruf nach. Einige Spieler erhielten eine Aufwandsentschädigung vom Club. Die DBB-Kaderspieler wurden im Rahmen der im Herbst 1968 begonnenen Vorbereitungsphase der Olympischen Sommerspiele 1972 von der Deutschen Sporthilfe auch finanziell gefördert. Die Unterstützung eines Basketball-Bundesligateams durch Sponsoren war damals grundsätzlich noch nicht üblich. (Bekannt war, dass der VfL, begründet durch die leistungssportorientierten Aktivitäten seiner Basketballer, Fußballer und Tischtennisspieler, auf das Mäzenatentum seines Präsidenten Schwarze, eines sportbegeisterten mittelständischen Unternehmers, angewiesen war.) Persönlichkeiten im Umfeld des VfL-Präsidenten nutzten vorhandene Kontakte in Politik und Wirtschaft, um Spieler, im Einzelfall, bei der beruflichen Positionierung, bei der Suche geeigneten Wohnraums, Lösung gegebener Problemstellungen et cetera aktiv zu unterstützen. Ebenso wurden die entscheidenden Gespräche mit Spielern in den Phasen der Kontaktanbahnung und der konkreten Vereinbarung von ihnen geführt. (Zum „Netzwerk“ des VfL-Präsidenten gehörte der Osnabrücker Rechtsanwalt Hermann Gösmann, einer der Vorgänger von „Friedel“ Schwarze im Amt des VfL-Präsidenten, damals Mitglied des Rates der Stadt Osnabrück, von 1962 bis 1975 Präsident des Deutschen Fußball-Bundes.) Trainiert wurde in der Regel abends an vier Tagen – in Osnabrück und Köln. Im Rahmen der Saisonvorbereitungen wurden die Leichtathletikanlagen und der Basketballfreiplatz des Stadions Illoshöhe genutzt. Die Kaderspieler des VfL besuchten regelmäßig die Lehrgänge des DBB und nahmen im In- und Ausland an Länderspielen, auch im Rahmen von internationalen Turnieren und FIBA Wettbewerben, mit der A- und/oder B-Nationalmannschaft teil. Von einem lizenzierten professionellen Trainer und Coach wurde das VfL-Team erst ab 1968, nach wiederholt öffentlich geäußerter Kritik durch Bundestrainer Bilek (am 30. April 1967 nach der Endspielniederlage in Mannheim: „Heute hat es sich gezeigt, dass keine Spitzenmannschaft ohne Trainer auskommen kann. …“) und zielgerichteten Interventionen aus dem DBB-Präsidium heraus gegenüber VfL-Präsident Schwarze, betreut.

## Basketball-Bundesliga und DBB-Pokal
Ab der Spielzeit 1966/1967 wurde in der Bundesrepublik in der neuen, zweigeteilten Basketball-Bundesliga „erstklassig“ Basketball gespielt. In Paragraph 1 des Bundesligastatuts hieß es im Jahr 1966: „In der Bundesliga soll durch Zusammenfassung der besten Mannschaften im Bereich des DBB eine Leistungssteigerung in der Spitze erreicht werden.“ Zum Ende der Spielzeit 1966/1967 wurde neben dem Meisterschaftstitel des DBB zum ersten Mal der neu gestiftete DBB-Pokal bundesweit ausgespielt. Der DBB-Vize-Meister 1965 war auf die neuen Herausforderungen sportlich und organisatorisch gut vorbereitet, hatte, für die damalige Zeit, ein fast ideales Umfeld, bekam die erforderliche Unterstützung und verfügte über eine gut geeignete neue, modern ausgestattete Sporthalle mit einem Fassungsvermögen von etwa 2.200 Zuschauern.

### Start in die BBL – 1. Spieltag im Herbst 1966
Der erste Spieltag der neu gegründeten Basketball-Bundesliga war das Wochenende 1. / 2. Oktober 1966. Der VfL Osnabrück startete in der Staffel Nord mit einem Auswärtsspiel beim Oldenburger Turnerbund, in der 1965 generalrenovierten „Sporthalle Haarenufer“, am 2. Oktober 1966, um 11 Uhr. Für die beiden Bundesligaclubs spielten:
- Oldenburger TB mit Barkemeyer, Baumann, Grotelüschen, Hermann, Niedlich, Russel, Schnell, Seeberg, B. Südkamp und H. Südkamp.
- VfL Osnabrück mit Böttger, Dieter, Volkmar Gaber, Gröneweg, Homm, Husemann, Koppermann, Helmut Uhlig, Weinand und Yahya.[28]

Auf ihre erste BBL-Saison bereiteten sich die Spieler des VfL-Teams, wie in den Folgejahren, unter anderem durch die Teilnahme an internationalen Freiplatzturnieren in der „Winzerfestregion“ des Mittelrheins, in Koblenz und Linz, im Rahmen der Saisonvorbereitungen vor und spielten gegen Teams aus der BBL-Staffel Süd, gegen Erstligateams aus Belgien, Frankreich, Luxemburg, Niederlanden und der Schweiz sowie gegen leistungsstarke US-Militärauswahlen.

### Neue Pokalwettbewerbe
Zur Saison 1966/1967 wurde von der FIBA erstmals der Europapokal der Pokalsieger ausgespielt. Teilnahmeberechtigt waren grundsätzlich die nationalen Pokalsieger der europäischen Basketballverbände. Spielberechtigt waren ebenfalls die der FIBA Europe von assoziierten Verbänden gemeldeten Teilnehmer, wie zum Beispiel aus den Staaten Israel oder Syrien. Wurden in den FIBA-Verbänden keine Pokalwettbewerbe ausgeschrieben und durchgeführt, konnten in der Regel die nationalen Vize-Meister für den Pokalsiegerwettbewerb gemeldet werden. Der VfL Osnabrück nahm 1967/1968 als DBB-Pokalsieger 1967 teil, nachdem der DBB erstmals den Pokalwettbewerb ausgeschrieben und durchgeführt hatte. In der ersten Runde des FIBA-Pokalsieger-Wettbewerbs, 1966/1967, wurde der DBB vom MTV Gießen, dem nationalen Vize-Meister des Jahres 1966, vertreten.

### Team ohne Trainer
In den drei Spielzeiten der Jahre 1964 bis 1967 wurde das VfL-Team stets „vom Spielparkett aus“ gecoacht. Die Verantwortung dafür lag bei den erfahrenen Spielern. Als „Chef“ auf dem Parkett galt Klaus Weinand. Die Verantwortung für das Training wurde vom VfL-Kapitän Helmut Uhlig wahrgenommen. Der jeweils älteste Spieler der VfL-Spielzeitenteams - er kam 1966 zum VfL - war Rassem Yahya. Der Chirurg verstand es, Spielsituationen „messerscharf“ zu analysieren und Diskussionen auf die kritischen Punkte zu führen. Das erste zentrale Problem des VfL war damals, dass das Bundesligateam zwar in seinen Ligaspielen ohne Trainer und Coach stets überaus erfolgreich spielte. In den Endrundenspielen zur Basketballmeisterschaft des DBB, den entscheidenden Spielen um den DBB-Pokal und in den gespielten Endspielen, ebenso in den bis dahin gespielten FIBA Europapokal-Wettbewerben, wurde aber immer wieder deutlich, dass es an ausreichender Kompetenz und notwendiger Erfahrung „an der Linie“ fehlte. Das zweite Problem war, dass sich kein geeigneter Headcoach anbot beziehungsweise keiner in Deutschland für den VfL verfügbar war, zumal finanzielle Grenzen gegeben waren. VfL-Präsident „Friedel“ Schwarze hatte, als erstligaerfahrener „Fußballmanager“, aus der gegebenen Situation von Anfang an die Notwendigkeit abgeleitet, einen professionellen Trainer aus dem Ausland zu verpflichten, um den formulierten Zielsetzungen gerecht werden zu können. Die hohen Anforderungen an einen Trainer und Coach ergaben sich unter anderem daraus, dass die Spielzeitenkader des VfL stets mit zahlreichen Nationalspielern und „starken Persönlichkeiten“ ausgestattet waren, die sämtlich ihre ambitionierten beruflichen Zielsetzungen ebenfalls mit hoher Konzentration verfolgten.

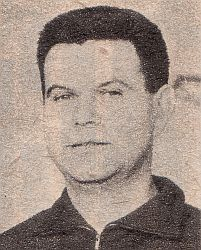
Coach Miloslav Kříž

Die Verpflichtung des Prager Trainers und Coaches Miloslav Kříž – ein ehemaliger tschechischer Erstligaspieler, als Headcoach langjährig erfahren und in FIBA-Wettbewerben (bei Europa- und Weltmeisterschaften) erfolgreich – wurde möglich, weil es Präsident Schwarze gelang, mit dem damaligen DBB-Präsidenten Hans-Joachim Höfig ein kooperativ angelegtes Finanzierungsmodell zu verabreden, um die „Arbeit auf dem Trainingsparkett“ des hauptamtlich als Bundestrainer der Männer-Nationalmannschaft tätigen VfL-Headcoaches angemessen zu vergüten. Kříž verstand es dann, im Training neue Reize für die Spieler des VfL-Kaders richtig zu setzen. Er konfrontierte die VfL-Spieler mit Trainingsmethoden, wie sie im Basketballverband des damaligen FIBA Vize-Europameisters der Männer, der ČSSR, erfolgreich praktiziert wurden, und führte sie im Training immer wieder an die Grenzen ihrer Leistungsfähigkeit. Dabei ließ er die Spieler unter anderem, mit der ihm gegebenen Lässigkeit und dem demonstrierten Sanftmut, stets mit einem freundlichen Lächeln auf den Lippen, auf Kommando die „unendlich zahlreichen“ Treppenstufen der Tribüne der Osnabrücker Schloßwallhalle, für die VfL-Spieler die „Tribüne der Leiden“, immer wieder hinauf sprinten, um ihre Fitness für die entscheidenden Momente der Meisterschaftsspiele zu stärken. Ebenso verstand es Kříž nach dem Weggang der „Fastbreakspieler“ Dieter, Volkmar Gaber und Husemann sowie Forward Kollmann, zur Meisterschafts-Spielzeit 1968/1969 fünf Nachwuchsspieler (Ansmann, Haferkamp, Meyer, U. Renner, Rupp; vier waren noch jugendliche Spieler und alle fünf ohne jede Erstligapraxis; insgesamt kam durch die Zugänge „mehr Länge“ in die Mannschaft) auf Anhieb so in das VfL-Team zu integrieren, dass Qualität und Wirkung des Spiels deutlich erkennbar verbessert werden konnten.

### Nicht realisierte Spielerwechsel
Vor Beginn der Spielzeit 1964/1965 ließen VfL-Abteilungsleiter Klaus Manthey und Mannschaftsbetreuer Werner Henke über den Wechsel des Nationalspielers „Chap“ Eggers vom Oberligisten Turn- und Sportvereinigung von 1861 Göttingen (TuSpo) zum VfL in den Osnabrücker Tageszeitungen berichten. Ebenso wurde vor dem Endspiel um die deutsche Basketball-Meisterschaft des DBB (20. April 1969 in Gießen) in der Gießener und Osnabrücker Tagespresse über einen Wechsel von Nationalspieler Klaus Jungnickel, damals Grünweiß Frankfurt, als Spielertrainer zum VfL Osnabrück berichtet. (Miloslav Kříž konnte im Rahmen der begonnenen Vorbereitung der A-Nationalmannschaft auf die Olympischen Sommerspiele 1972 vereinbarungsgemäß ausschließlich noch als DBB-Bundestrainer tätig sein. Nachfolger von Kříž wurde beim VfL sein Landsmann Karel Baroch, ČSSR-National- und Europaauswahl-Spieler aus Prag.) Beide in Aussicht gestellten Wechsel sorgten im Kreis der Basketballsportler bundesweit für Aufmerksamkeit, kamen jedoch, begründet vor allem durch die voreiligen Veröffentlichungen, nicht zustande.

### Auswahlmannschaften der Bundeswehr und des Allgemeinen Deutschen Hochschulsportverbandes(adh)
Die Bundeswehrsoldaten Garthaus (seit 1962 VfL-Oberligateam, dann 1965 bis 1970 Hannover 96) und Koppermann spielten in der Auswahl der Bundeswehr und nahmen an internationalen Einladungsturnieren für Militärmannschaften oder an Turnieren unter der Schirmherrschaft der NATO, in und außerhalb Europas, teil. Dies erfolgte damals unter der sportlichen Leitung von Hauptmann Eckhardt Schurkus, der später zum Oberst befördert wurde (Schurkus war A-Nationalspieler des DBB und in diesem Zeitraum einer der Leistungsträger des Bundesligisten Grünweiß Frankfurt). Studenten aus dem Kreis der DBB-Nationalspieler des VfL wurden vom Allgemeinen Deutschen Hochschulsportverband nominiert und nahmen an den Basketballwettbewerben der regelmäßig im Zweijahresrhythmus stattfindenden Universiade, der Weltsportspiele der Studenten, teil.

### Medizinische Betreuung
Ansprechpartner für die VfL-Spieler im Fall einer Sportverletzung war der Osnabrücker Chirurg Karl Wefel, der zugleich Stellvertreter des VfL-Präsidenten Schwarze war. (Vize-Präsident „Kalla“ Wefel leistete im Jahr 1965 einen wichtigen Beitrag im Rahmen der Verpflichtung von Rassem Yahya: Er gab dem VfL-Präsidenten Schwarze einen Hinweis auf eine vakante Arztstelle in der allgemeinchirurgischen Fachabteilung des Osnabrücker Stadtkrankenhauses.) Ansonsten war das VfL-Team in Bezug auf eine ärztliche Akutversorgung, zumindest wenn die Anforderungen einfache waren und in der Kabine erledigt werden konnten, weitgehend autark, da stets mehrere Ärzte und Studenten der Medizin zum Kreis der Bundesligaspieler gehörten. So gehörten dem VfL-Meisterteam von 1969 vier Spieler an, die später in freier Praxis als Fachärzte praktizierten. (Die in Bezug auf die berufliche Orientierung zahlenmäßig größte Gruppe im Kreis der VfL-Bundesligaspieler bildeten die Studenten der Wirtschaftswissenschaft beziehungsweise der Betriebswirtschaftslehre.)

### Ausschreibung und Verantwortung für die DBB-Wettbewerbe
Die Wettbewerbe Basketball-Bundesliga und DBB-Pokal wurden vor Beginn jeder Spielzeit vom Deutschen Basketball Bund ausgeschrieben. Beim DBB lag in vollem Umfang die Verantwortung für die Durchführung des Spielbetriebs der jeweiligen Wettbewerbe. Staffelleiter der Staffel Nord der Basketball-Bundesliga war Bernd Janowsky aus Köln (Leiter BBL-Staffel Süd: Dr. Burkhard Wildermuth, Heidelberg).

### Schiedsrichter und Kampfgericht
In der Osnabrücker Schloßwallhalle konnten von den VfL-Kapitänen im Laufe der Jahre die Schiedsrichter Anheuser (Schiedsrichter beim olympischen Basketballturnier 1972 sowie ehemaliger Technischer Kommissar und „Ehrenschiedsrichter auf Lebenszeit“ der FIBA), Bestgen (Schiedsrichter olympisches Basketballturnier 1972), Drost (ehemaliges Mitglied der „Technical Commission of FIBA Europe“), Heinzelmann, Hüffmann (ehemaliger DBB-Sportwart), Liebsch, May, Meyer, Nölle, Quäckber, Schmerwitz, Schober (Schiedsrichter olympisches Basketballturnier 1968), Scholz, Siebrecht, Ströher (ehemaliger DBB-Präsident, mit verschiedenen bedeutenden FIBA-Funktionen betraut und Mitglied der „FIBA Hall of Fame candidate List“), Zorn et cetera begrüßt werden. Die Aufgabe der lizenzierten FIBA- und/oder A-Schiedsrichter des DBB war es, im „Zweierteam“ die Liga- und Pokalspiele sowie die Spiele in den Endrunden der deutschen Basketball-Meisterschaften zu leiten. „Chef“ des Kampfrichterteams bei Heimspielen in der Schloßwallhalle war langjährig Jürgen Schimmöller (OSC).

### Medieninteresse
Die Osnabrücker Tageszeitungen „NT“ (Neue Tagespost), „OT“ (Osnabrücker Tageblatt), nach der 1967 erfolgten Fusion die „NOZ“ (Neue Osnabrücker Zeitung) sowie die örtliche Freie Presse, ebenso der Norddeutsche Rundfunk („NDR“) im Rahmen seiner Hörfunk- und Fernsehsendungen sowie das Zweite Deutsche Fernsehen („ZDF“), berichteten regelmäßig und umfassend über die Spiele beziehungsweise die „Spitzenspiele“ der VfL-Teams. Ständige redaktionelle Begleiter der VfL-Teams im Zeitraum 1966 bis 1970 waren unter anderen die Sportjournalisten Ulli Hering vom „NDR“ („Sportschau der Nordschau“) und bei Spielen in Nordrhein-Westfalen Dietmar Schott vom „WDR“ (Westdeutscher Rundfunk), zuletzt „Sportchef“ der Kölner Rundfunkanstalt.

### Zuschauerinteresse
Die Spiele der Basketballer des VfL Osnabrück verfügten über eine gute „Magnetwirkung“ in Richtung der sportinteressierten Bürgerschaft im Osnabrücker Land. Konkurrenten in der Gunst um das Interesse des Publikums waren die Zweitligafußballer und die Bundesliga-Tischtennisspieler des VfL, zu denen international erfolgreiche Nationalspieler des Deutschen Tischtennis-Bundes, Ernst Gomolla, Bernt Jansen und Hans Micheiloff, gehörten. Bei Liga- und Pokalspielen des VfL-Basketballteams betrug die durchschnittliche Zuschauerzahl etwa 800. In den Endrundenspielen zur deutschen Basketball-Meisterschaft und zu den Spielen im FIBA Europapokal waren stets 1.200 bis 1.900 Zuschauer in der Schloßwallhalle, beim Meisterschafts-Endspiel im Jahr 1968 wurden mehr als 2.200 Zuschauer gezählt. Zu den Europapokal-Auswärtsspielen, die stets auch live im Fernsehen übertragen wurden, kamen bis zu 11.000 Zuschauer. Bei regionalen Sportpressefesten, zum Beispiel im Jahr 1970, spielten die VfL-Basketballer in der Dortmunder Westfalenhalle vor etwa 12.000 und auf der „Bielefelder Alm“ in Bielefeld vor etwa 21.000 Zuschauern.

### Innerdeutscher Sportverkehr

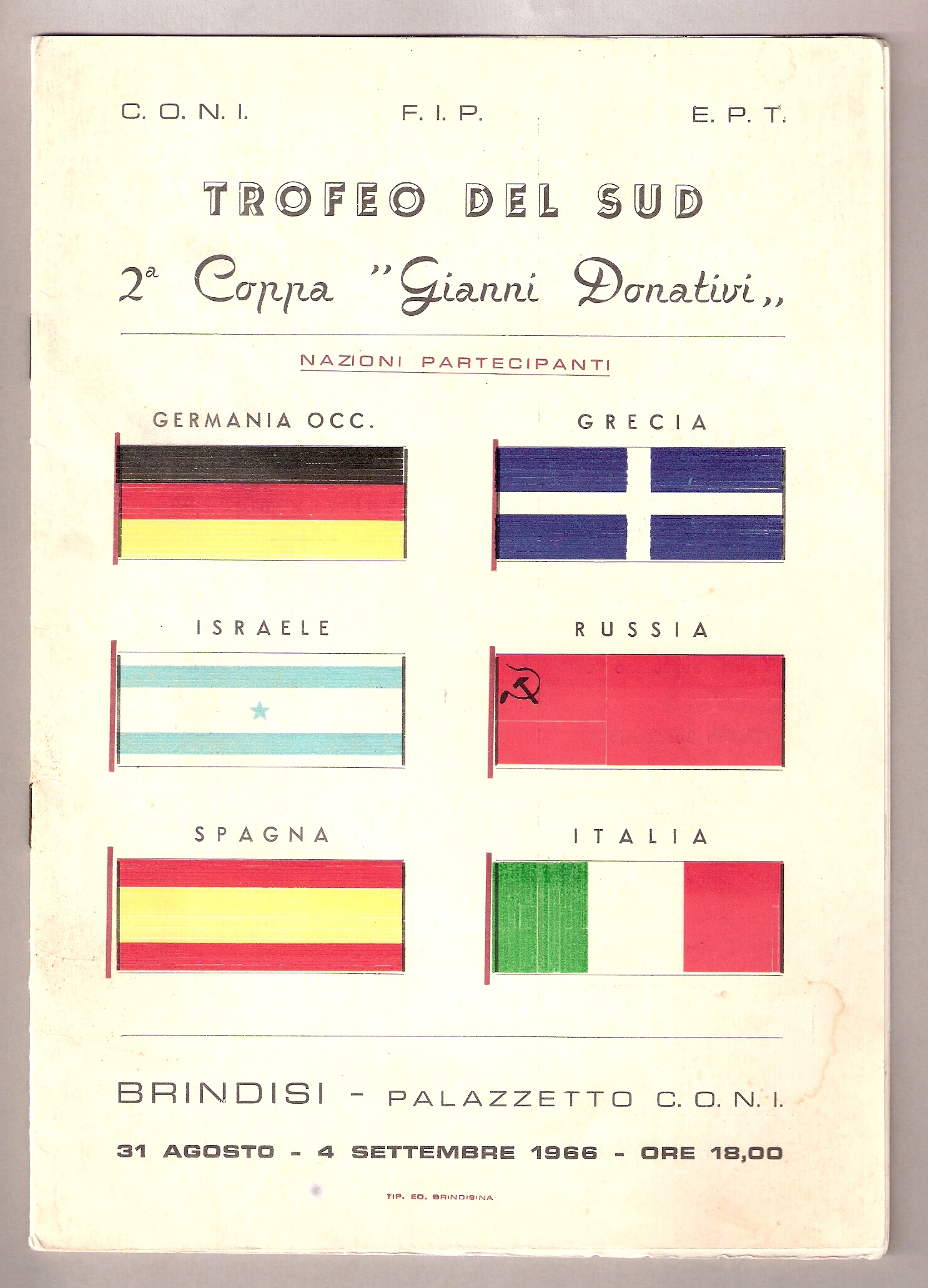
Trofeo del Sud – Coppa „Gianni Donativi“ – 31. Aug. bis 4. Sept. 1966 – Brindisi – Palazzetto C.O.N.I.

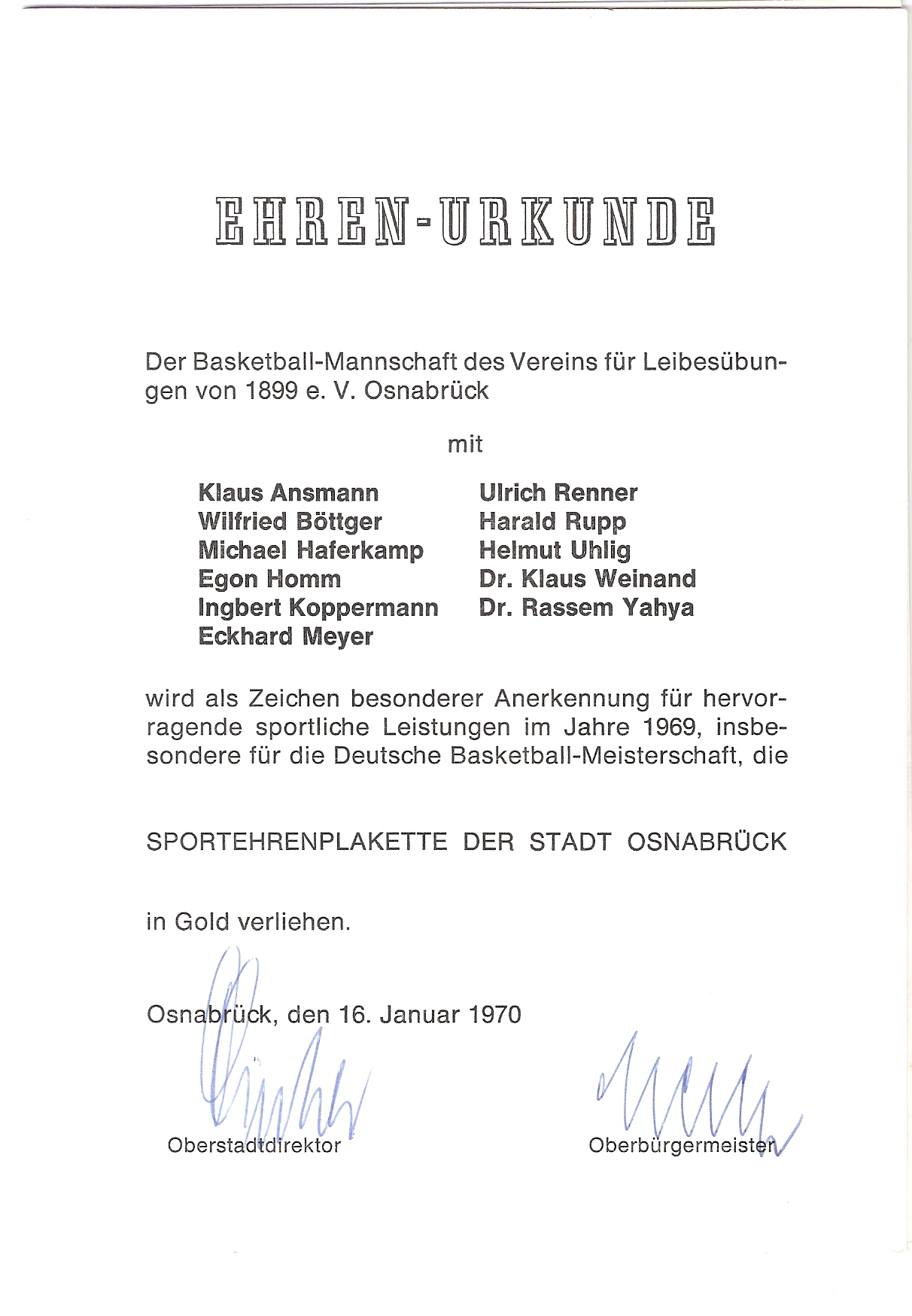
Sportehrenplakette der Stadt Osnabrück in Gold, verliehen am 16. Januar 1970

Für die VfL-Basketballer hatte der innerdeutsche „Sportverkehr“ wenig Bedeutung, weil er, wie von politischer Seite mehrheitlich gewollt, nur sehr eingeschränkt stattfand (bei der FIBA Europameisterschaft 1953 in Moskau spielte noch eine gesamtdeutsche Mannschaft, mit Spielern des DBB und aus der DDR). Rolf Dieter und Klaus Weinand sind die beiden einzigen VfL-Bundesligaspieler, die gegen eine Mannschaft aus der DDR – in den 1960er Jahren hatte die DBV-Nationalmannschaft herausragende „Stars“ wie Hans-Joachim Flau, Detlef Knoll, Herbert Kuhlig, Otfried Pleitz und Volkhard Uhlig in ihren Reihen – spielen konnten. Weinand stand zunächst am 7. und 10. Mai 1964 in einem innerdeutschen Vergleich, zwei hochpolitischen Spiele zwischen den Auswahlmannschaften der beiden deutschen FIBA-Verbände in der Qualifikation zu den Olympischen Sommerspielen 1964, in Osnabrück und in Berlin (Ost), in einem DBB-Team, ohne die Qualifikation für das FIBA European Olympic Qualifying Tournament for Men 1964 in Genf (Schweiz) erreichen zu können. Vier Jahre später, in der Zeit vom 25. Mai bis 3. Juni 1968, nahmen die beiden Nationalspieler aus Osnabrück, Weinand und Dieter, in Sofia (Bulgarien) am FIBA European Olympic Qualifying Tournament for Men teil. Gespielt wurde in Sofia um die Teilnahme am Basketballturnier der Olympischen Sommerspiele 1968. Am 1. Juni kam es in der Gruppe B zu einer Begegnung mit dem Team der DDR, das mit einem Sieg für die DBV-Spieler endete (81:45).

### Rückkehr in die internationale Sportgemeinschaft
Die aus der heutigen „Friedensstadt Osnabrück“ beziehungsweise dem Osnabrücker Land stammenden Basketballer Rolf Dieter, Egon Homm, Günter Kollmann und Ingbert Koppermann sowie aus dem Kreis weiterer VfL-Spieler Helmut Uhlig und Klaus Weinand gehörten in den 1960er Jahren zu der Gruppe der deutschen Sportler, die im sportlichen Wettkampf vor allem im europäischen Ausland auf Sportler trafen, deren Länder und Völker unter dem von deutscher Seite 1939 begonnenen Krieg sowie der dann folgenden reichsdeutschen Herrschaft der NS-Diktatur und des SS-Terrors extrem schwer gelitten hatten oder deren Eltern, Geschwister, Verwandte, Freunde et cetera in deutschen Konzentrationslagern vernichtet oder ermordet wurden. Begegnungen mit ausländischen Mannschaften, zum Beispiel gegen die Nationalmannschaften der Sowjetunion (im Oktober 1963, FIBA Europameisterschaft 1963 in Breslau und im August/September 1966, Coppa „Gianni Donativi“ der Trofeo del Sud im Palazzetto CONI in Brindisi) oder Israels (im April 1961, FIBA Europameisterschaft 1961 in Belgrad, 1966 in Brindisi beim internationalen Turnier Coppa „Gianni Donativi“ und im Mai 1969 Qualifikation zur FIBA Europameisterschaft 1969 in Saloniki), hatten neben der sportlichen Bedeutung eine herausragend politische, nachdem in den 1950er Jahren der internationale Sportverkehr für deutsche Sportler erheblichen Vorbehalten und starken Einschränkungen unterlegen hatte. Die Begegnungen auf der zwischenmenschlichen Ebene, die mit den internationalen Turnieren und Spielen, auch in den damit verbundenen Veranstaltungen der Rahmenprogramme, in dieser Zeit verbunden waren, stellten hohe Anforderungen an die Einstellungen und Haltungen aller beteiligten Basketballer. Beteiligt waren Spieler des VfL Osnabrück, Volkmar Gaber, Egon Homm, Volker Mentgen und Klaus Weinand, an einem einwöchigen gemeinsamen Trainingslager französischer und deutscher Basketballnationalspieler, in der Zeit vom 20. bis 27. August 1964 in der Hansestadt Hamburg, initiiert und geleitet von den beiden „Cheftrainern“ Robert Busnel (damals „Directeur technique national“ der Fédération Française de Basketball), dem späteren Headcoach von Real Madrid und Präsidenten der FIBA, sowie Yakovos Bilek. Das gemeinsame Trainingslager wurde veranstaltet im Geiste der von Charles de Gaulle und Konrad Adenauer betriebenen deutsch-französischen Aussöhnung nach dem Zweiten Weltkrieg beziehungsweise des am 22. Januar 1963 geschlossenen Élysée-Vertrages (es war ein Projekt im Rahmen der deutsch-französischen Verständigung, das half, die von beiden Staaten, den früheren Erbfeinden, angestrebten Beziehungen zwischen den Menschen auf Dauer positiv zu gestalten). Diese Begegnungen waren stets von besonderen Emotionen auf Seiten der Spieler und Trainer begleitet. Damit leisteten Sportler des VfL Osnabrück ihren Beitrag zur Normalisierung der Begegnungen der Menschen in Europa – nach dem 1945 beendeten Weltkrieg, im „Kalten Krieg“, stets über die in Europa als „Eiserner Vorhang“ geltenden Staatsgrenzen hinweg.

### Ehrungen
Spieler, Trainer und Betreuer des Meisterteams des VfL Osnabrück waren bei Ehrungen im Osnabrücker Rathaus oder beim jährlich stattfindenden Osnabrücker Sportpresseball stets gerne gesehene Gäste. Nach den Endspielerfolgen, 1967 DBB-Pokalsieger und 1969 Deutscher Basketball-Meister des DBB, wurden den beteiligten VfL-Bundesliga-Basketballern von Oberbürgermeister Wilhelm Kelch (1959 bis 1972), jeweils im Rahmen einer gesonderten Ehrung im Friedenssaal des Osnabrücker Rathauses, „als Zeichen besonderer Anerkennung für hervorragende sportliche Leistungen“, die Sportehrenplakette der Stadt Osnabrück in Gold verliehen. Im Rahmen der Urkundenverleihung im Jahr 1967 stellte das Osnabrücker Stadtoberhaupt fest, dabei brachte OB Kelch seine besondere Freude zum Ausdruck, dass „die VfLer als erste Osnabrücker Sportmannschaft die Berechtigung zur Teilnahme an einem Europacup-Wettbewerb“ erlangt hatten. Nach den Endspielen in den Jahren 1968 und 1970 wurde den erfolgreichen VfL-Spielern die Sportehrenplakette der Stadt Osnabrück in Silber verliehen.

### Goldene Ära des Osnabrücker Sports – 1965 bis 1970
Im Rahmen des Empfangs – Januar 1970, im Friedenssaal des Osnabrücker Rathauses – für die im Wettbewerb des deutschen Sports im Jahr 1969 erfolgreichen Sportler Osnabrücker Sportvereine äußerte der Osnabrücker Oberbürgermeister Kelch in einem Gespräch mit den geehrten Sportlern, in der Rückschau auf die vergangene zweite Hälfte der Dekade der 1960er Jahre, dass die Basketball- und Tischtennisspieler des VfL – mit den Bundesligaspielern um Helmut Uhlig, Klaus Weinand und Rassem Yahya sowie Ernst Gomolla, Bernt Jansen und Hans Micheiloff – eine „Goldene Ära des Osnabrücker Sports“ gestaltet hätten. Dabei brachte der SPD-Politiker Wilhelm Kelch die Hoffnung zum Ausdruck, dass es dem Nachfolger von VfL-Präsident „Friedel“ Schwarze – der Stahlbauunternehmer Schwarze wurde im Juli 1969 auf dem Heger Friedhof in Osnabrück, begleitet von einer großen Trauergemeinde, bestattet – gelingen würde, die notwendigen Rahmenbedingungen weiter mit Erfolg zu entwickeln, damit beide VfL-Bundesligateams auf Dauer „in der Erfolgsspur“ bleiben könnten.Der in der Öffentlichkeit stets mit großer Zurückhaltung auftretende Mäzen, als viel beschäftigter Unternehmer stets auch Distanz haltend gegenüber den Spitzensportlern des VfL im Trainings- und Spielbetrieb, hatte den Sieg der VfL-Basketballer im Meisterschaftsfinale des DBB, am 20. April 1969 in Gießen gegen den MTV, in Begleitung seiner Familie persönlich erlebt.

## DBB-Wettbewerbe / Ergebnisse / Teams / Trainer

### Oberliga Nord
In der Spielzeit 1964/1965 konnten sich die VfL-Spieler in der erstklassigen Oberliga Nord durchsetzen und für die Endrunde zur deutschen Basketball-Meisterschaft qualifizieren. Dem VfL-Team gelang der Einzug ins Endspiel des DBB. Gegner war der MTV Gießen, der sich zuvor gegen den Deutschen Meister der beiden vorhergehenden Spielzeiten, Alemannia Aachen, in zwei furios gespielten Spielen mit eindeutigen Ergebnissen durchgesetzt hatte. Gespielt wurde am 23. Mai 1965 in der High-School-Sporthalle in Heidelberg, vor etwa 1.500 Zuschauern. Der VfL verlor das Spiel um das Meisterschild des DBB (es wurde am Ende jeder Erstligaspielzeit an die Meister der Männer in den Jahren 1957 bis 2010 verliehen) knapp, mit einem einzigen Punkt. „Gewonnen“ wurde die Vize-Meisterschaft 1965 des Deutschen Basketball Bundes.
VfL-Finalteam 1965: Eckhard von Bock, Wilfried Böttger, Rolf Dieter, Hans-Jürgen Gaber, Volkmar Gaber, Peter Garthaus, Volker Jarré, Ingbert Koppermann, Raul Russel, Helmut Uhlig und Klaus Weinand.

### Bundesliga
- Saison 1966/1967: Deutscher Vize-Meister 1967

VfL Osnabrück – MTV Gießen 73:85 (29:37)
30. April 1967, „Carl-Diem-Halle“ in Mannheim
VfL-Trikot rot/gelb (das rote Trikot war ein VfL-Reservetrikot, nach verlorener Trikotwahl)
circa 1600 Zuschauer
- VfL Osnabrück: Wilfried „Wiwi“ Böttger, Rolf Dieter, Volkmar Gaber, Hans „Hansi“ Gröneweg, Egon Homm, Eckhard „Ecki“ Husemann, Ingbert „Koppi“ Koppermann, Wolfgang Plock, Helmut Uhlig, Klaus Weinand, Rassem Yahya – Betreuer Rolf „Rolli“ Henke († Oktober 2022)
- MTV Gießen: Wolfgang Dort, Holger Geschwindner, Jochen Glock, Gerhard Heindel, Rainer Jörg, Klaus Jungnickel, Dietfried Kienast, Bernd Röder, Heinz Ross, Jochen Wucherer – Trainer und Coach Laszlo Lakfalvi – Manager Heinz-Ewald Hirsch
- Schiedsrichter: Bestgen (Hagen) und Heinzelmann (Mainz)

- Saison 1967/1968: Deutscher Vize-Meister 1968

VfL Osnabrück – MTV Gießen 69:79 (36:35)
28. April 1968, „Schlosswall-Halle“ in Osnabrück
VfL-Trikot gelb/gelb
circa 2200 Zuschauer
- VfL Osnabrück: Wilfried Böttger, Rolf Dieter, Volkmar Gaber, Egon Homm, Eckhard Husemann, Günter Kollmann, Ingbert Koppermann, Helmut Uhlig, Klaus Weinand, Rassem Yahya – Trainer und Coach Miloslav Kříž – Betreuer Rolf Henke
- MTV Gießen: Karl Ampt, Jörg Bernath, Wolfgang Dort, Holger Geschwindner, Jochen Glock, Lu Jackson (USA), Klaus Jungnickel, Dietfried Kienast, Bernd Röder, Heinz Ross, Franz-Josef Wolf und Hubert Wolf – Trainer und Coach Laszlo Lakfalvi – Manager Heinz-Ewald Hirsch
- Schiedsrichter: Bestgen (Hagen) und Heinzelmann (Mainz)

- Saison 1968/1969: Deutscher Meister 1969

MTV Gießen – VfL Osnabrück 69:76 (30:30)
20. April 1969, Universitätssporthalle in Gießen
VfL-Trikot gelb/gelb
circa 2000 Zuschauer
- VfL Osnabrück: Klaus „Anse“ Ansmann, Wilfried Böttger, Michael Haferkamp, Egon Homm, Ingbert Koppermann, Eckhard „Ecki“ Meyer, Ulrich „Uli“ Renner, Harald „Harry“ Rupp, Helmut Uhlig, Klaus Weinand, Rassem Yahya – Trainer und Coach Miloslav Kříž – Betreuer Rolf Henke
- MTV Gießen: Karl Ampt, Janos Belik (Ungarn), Jörg Bernath, Wolfgang Dort, Holger Geschwindner, Hans Heß, Dietfried Kienast, William Provinse (USA), Bernd Röder, Dieter Strack, Franz-Josef Wolf und Hubert Wolf – Trainer und Coach Laszlo Lakfalvi – Manager Heinz-Ewald Hirsch
- Schiedsrichter: Drost (Dortmund) und Liebsch (Heidelberg)

### DBB-Pokal
- Saison 1966/1967: DBB-Pokal-Sieger 1967

VfL Osnabrück – ATV Düsseldorf 86:74 (39:35)
11. Juni 1967, „Sporthalle Goebenstraße“ in Oberhausen
VfL-Trikot schwarz/gelb
circa 1200 Zuschauer
- VfL Osnabrück: Wilfried Böttger, Rolf Dieter, Volkmar Gaber, Egon Homm, Eckhard Husemann, Ingbert Koppermann, Helmut Uhlig, Klaus Weinand, Rassem Yahya – Betreuer Rolf Henke (zum Kader gehörten außerdem Hans Gröneweg und Wolfgang Plock)
- ATV Düsseldorf: Wilhelm Angermann, Georg Belker, Eckart Berk, Hans Peter Breuer, Richard Griese, Dehler, Ulli Herbst, Hans Peter Hötte, Axel Kiesling, Lamprecht, Harald Manteuffel, Peter Zimmermann (USA)
- Schiedsrichter: Liebsch (Heidelberg) und Schober (Mainz)

- Saison 1968/1969: Vize-Pokal-Sieger 1969

VfL Osnabrück – MTV Gießen 74:75 (38:40)
15. Juni 1969, „Alsterdorfer Sporthalle“ in Hamburg
VfL-Trikot gelb/gelb
circa 1300 Zuschauer
- VfL Osnabrück: Klaus Ansmann, Wilfried Böttger, Michael Haferkamp, Egon Homm, Ingbert Koppermann, Eckhard Meyer, Ulrich Renner, Harald Rupp, Helmut Uhlig, Klaus Weinand, Rassem Yahya – Trainer und Coach Miloslav Kříž – Betreuer Rolf Henke
- MTV Gießen: Karl Ampt, Janos Belik (Ungarn), Jörg Bernath, Wolfgang Dort, Holger Geschwindner, Hans Heß, Dietfried Kienast, William Provinse (USA), Bernd Röder, Dieter Strack, Klaus Urmitzer und Franz-Josef Wolf – Trainer und Coach Laszlo Lakfalvi – Manager Heinz-Ewald Hirsch

- Saison 1969/1970: Vize-Pokal-Sieger 1970

VfL Osnabrück – TuS 04 Leverkusen 49:73
6. Juni 1970, Sporthalle „Am Hasenwinkel“ in Braunschweig
VfL-Trikot gelb/gelb
circa 1500 Zuschauer
- VfL Osnabrück: Klaus Ansmann, Karel Baroch (ČSSR), Wilfried Böttger, Egon Homm, Günter Kollmann, Ingbert Koppermann, Eckhard Meyer, Ulrich Renner, Harald Rupp, Klaus Weinand, Rassem Yahya – Spielertrainer und Coach Karel Baroch – Betreuer Rolf Henke
- TuS 04 Leverkusen: Wilhelm Angermann, Wolfgang Bunse, Götz Grabner, Klaus Greulich, Dieter Kuprella, Jochen Pollex, Helmut „Flatti“ Posern, Dan Puscasiu (Rumänien), Heinz Schäfer, Wolfgang Schmidt, Norbert Thimm, Largo Wandel – Trainer und Coach Günter Hagedorn – Manager Engelbert Zimmer

### „Unvergessene“ Niederlagen
Nachdem der VfL bereits am Ende der Oberligasaison und der darauf folgenden Endrundenspiele 1964/1965 der unterlegene Finalist des Spiels um die deutsche Basketball-Meisterschaft war (siehe auch die Mitschrift eines Radioberichts des ARD-Reporters Hans-Joachim Rauschenbach: Die letzten zwanzig Sekunden eines „Klassikers“ des deutschen Basketballsports), konnte das VfL-Team in der Folgespielzeit, obwohl als einer der Favoriten in die Saison gestartet, nicht erneut in das Finale um die Meisterschaft des DBB einziehen. Danach, von 1966 bis 1970, in vier Bundesligaspielzeiten, gelang es den VfL-Bundesligateams, sechs von acht möglichen aufeinander folgenden „großen Endspielen“ des DBB (Meisterschaft und Pokal) zu spielen und zwei Mal zu siegen. Der ständige Gegner der VfL-Bundesligaspieler in dieser Phase, die äußerst erfolgreichen Basketballer des MTV Gießen, stand im direkten Vergleichszeitraum fünf Mal in einem der „großen Endspiele“ des DBB, mit drei Finalsiegen. Die „Erfolgsperiode“ des MTV Gießen in den 1960er Jahren begann früher, bereits mit der Saison 1964/1965, mit einem Meisterschaftstitel. (In Gießen wird seit 1937 Basketball gespielt. Die Basketball-Männermannschaft des MTV qualifizierte sich 1939 zum ersten Mal für eine Endrunde um die deutsche Meisterschaft. 1948 wurde der MTV Hessenmeister.) Es folgten für den MTV in diesen sechs Spielzeiten sieben von zehn möglichen, aufeinander folgenden Endspielteilnahmen, mit drei Meistertiteln und einem Pokalsieg. Fünf Mal spielten die MTV-Spieler dabei gegen ihre Sportkameraden vom VfL Osnabrück. Die Bundesligisten MTV Gießen und VfL Osnabrück waren in der zweiten Hälfte der 1960er Jahre die dominanten Männerteams auf der Top-Ebene des DBB, wobei der MTV in den fünf gegeneinander gespielten „großen Endspielen“ gegenüber dem VfL mit insgesamt siebzehn Punkten, als Ergebnis der Gegenüberstellung der Summen der von den beiden Teams insgesamt gegeneinander erzielten Punkte, „die Nase vorn“ hatte. (Zwei der siebzehn Punkte erzielte VfL-Kapitän Uhlig, zu Beginn der zweiten Spielhälfte im Finale um die deutsche Basketball-Meisterschaft am 28. April 1968 in Osnabrück, bei einer Ein-Punkt-Führung des VfL-Teams von 36:35. Nach dem Sprungball kam der Ball direkt zu Uhlig, der als „letzter Mann“ des VfL-Teams positioniert war. Blitzschnell griff der VfL-Kapitän aus der eingenommenen „Guardposition“ am Mittelkreis den Korb seines Teams im „Alleingang“ mit einem Korbleger frontal an und erzielte unbehindert einen „Eigenkorb“, der das MTV-Team mit einem Punkt in Führung brachte.)
Gemeinsam haben die beiden „großen Teams“, dass sie ihre Endspiele am Ende der Spielzeit 1969/1970 gegen den TuS 04 Leverkusen (MTV um die Meisterschaft, VfL um den DBB-Pokal) dann jeweils verloren haben. Nur dem MTV Gießen gelang es im Jahr 1972, an die „Erfolgsperiode“ der 1960er Jahre anzuknüpfen; er spielte im April erneut gegen den TuS 04 Leverkusen, mit Hin- und Rückspiel, um das DBB-Meisterschild. Das Team des VfL Osnabrück gehörte im Jahr 1975 – die früheren Präsidenten und Förderer des Basketball- und Tischtennissports im VfL, seit 1951 zunächst „Friedel“ Schwarze und in den Jahren 1969 bis 1971 dann Eduard Piepenbrock, wie Schwarze ebenfalls ein sportbegeisterter, dem Osnabrücker Land „bodenständig“ eng verbundener erfolgreicher mittelständischer Unternehmer in Osnabrück, waren zwischenzeitlich verstorben – dann nicht zu den zehn Gründungsmitgliedern der neu strukturierten eingliedrigen Top-Liga des DBB, der 1. Basketball-Bundesliga.
Weitere Finalisten im Zeitraum seit Beginn der BBL im Jahr 1966 bis 1970, neben den Basketballern aus Gießen und Osnabrück, waren der USC Heidelberg (Deutscher Meister 1966) und der TuS 04 Leverkusen (Deutscher Meister und DBB-Pokalsieger im Jahr 1970) sowie in weiteren Pokalendspielen 1967 der ATV Düsseldorf (1956 Deutscher Basketballmeister des DBB), 1968 der FC Bayern München (DBB-Pokalsieger sowie 1954 und 1955 Deutscher Basketballmeister des DBB) und der MTV Wolfenbüttel. Es gab in diesem Zeitraum nur ein Finale, nämlich das um den DBB-Pokal 1968, an dem weder der MTV Gießen noch der VfL Osnabrück beteiligt war. Von den damaligen Fans des VfL Osnabrück wurde ganz besonders bedauert, dass es am Ende der für den VfL sehr erfolgreichen Oberligaspielzeit 1965/1966 zu einem „Aus“ im Viertelfinale der Endrunde zur deutschen Meisterschaft 1966 kam.
Der ehemalige DBB-Männer-Bundestrainer Yakovos Bilek hat vor dem Endspiel zur deutschen Basketballmeisterschaft in Mannheim, auf dem Weg in die Endspielhalle, gegenüber einem Reporter sybillinisch geäußert: „Wer es bis ins Finale geschafft hat, der kann nicht mehr verlieren.“ Für die in den Jahren von 1966 bis 1970 beteiligten VfL-Bundesligaspieler gibt es, im Sinne des
„Basketballphilosophen“ Yakovos Bilek, nur drei erlebte, wirklich „wichtige Niederlagen“:

#### „Aus“ im Viertelfinale zur deutschen Meisterschaft 1966
Im Viertelfinale zur deutschen Basketball-Meisterschaft des DBB scheiterte der VfL Osnabrück am damaligen Rekordmeister USC Heidelberg. Das VfL-Team, mit den ehemaligen USC-Spielern Weinand und Yahya (die beiden Spieler, damals USC Heidelberg, hatten 1962 im Finale um das Meisterschild des DBB, Endstand 69:65, in Wiesbaden, im Spiel gegen Alemannia Aachen zusammen 48 Punkte für den Endspielsieger aus der Kurpfalz erzielt), konnte 1966 am letzten Apriltag sein Heimspiel knapp mit einem Punkt gewinnen (86:85). Das Auswärtsspiel in Heidelberg, am 7. Mai 1966, ging dann mit einer Differenz von einundzwanzig Punkten verloren (90:69). Der USC, mit dem „Alt-Internationalen“ Kurt Siebenhaar als Headcoach an der Linie und in der Begleitung von Mannschaftsbetreuer „Pulver“ (Walter Kaiser), überzeugte mit seinen routinierten Nationalspielern Volker Heindel, Jürgen Langhoff, Hans „Lambi“ Leciejewski, Jürgen „Jo“ Loibl, Hannes Neumann, Christoph Staiger und Klaus „Pollo“ Urmitzer. Entscheidend für den vergeblichen Kampf, die beiden wichtigen Endrundenspiele zu gewinnen, waren nicht die gute Form und das routinierte Spiel der international erfahrenen „Altstadtsumen“. Spielentscheidend war das überragend starke Spiel von Eddy Johnson, einem Neuzugang beim USC, der im Zeitraum Januar bis Anfang Juni 1966 für den Heidelberger Club zum Einsatz kam. Heidelberger Basketballern war Johnson beim DBB-Vierländerturnier in Bremen, Anfang Dezember 1965, mit Dänemark und Schweden (es gab eine Absage der polnischen Nationalmannschaft, die kurzfristig durch die „Celtics“ ersetzt werden konnte), aufgefallen, als Johnson während des gut besetzten internationalen Turniers in allen Spielen als einer der stärksten Spieler der „Celtics“, einer Auswahl der US-amerikanischen Streitkräfte in Europa (EUCOM), überzeugte. Gegen den VfL erzielte „Matchwinner“ Eddy Johnson in beiden Spielen insgesamt 54 Punkte. Der athletische US-Spieler beherrschte trotz einer ständigen Behinderung durch eine stabilisierende Kniegelenkschiene die „hohe Spielkunst“ und ganz besonders alle Wurfvarianten des Korbangriffs sehr überzeugend und mit großer Sicherheit. Die Würfe von Johnson waren kaum zu verteidigen. Der Power Forward kam in den sieben Endrundenspielen (einschließlich Meisterschaftsfinale) auf insgesamt 189 Punkte (durchschnittlich siebenundzwanzig Punkte/Spiel) und sicherte dem USC Heidelberg die siebte DBB-Meisterschaft (die USC-Guards Volker Heindel und Hannes Neumann waren an sieben DBB-Meisterschaften der Heidelberger seit 1957 als Spieler beteiligt).

#### Halbfinale DBB-Pokal 1968 ohne die Favoriten
Am Ende der Saison 1967/1968 wurde das VfL-Bundesligateam, als Pokalverteidiger und mit dem amtierenden Meister MTV Gießen Favorit, im Viertelfinale des DBB-Pokals von den Spielern des FC Bayern München besiegt. Das Bundesligateam des FC Bayern, um den siebzigfachen DBB-Nationalspieler Klaus Schulz, dreimaliger Teilnehmer an FIBA Europameisterschaften, konnten ihr Heimspiel knapp gewinnen (75:72), obwohl die „Hasestädter“, die zuvor eine ungewohnt lange Anreise über eine Strecke von 640 Kilometer hinter sich gebracht hatten, gegen die „Isarstädter“ zunächst mit 18:10 in Führung gegangen waren. Die Bundesliga-Basketballer des FC Bayern qualifizierten sich mit diesem Sieg für das Halbfinale, gewannen dann 74:68 gegen den SSV Hagen und siegten im Pokalfinale mit 59:55 gegen den MTV Wolfenbüttel (Der amtierende Basketballmeister MTV Gießen erlitt in Frankfurt gegen den Halbfinalteilnehmer Grünweiß Frankfurt eine Niederlage mit 77:62.). Forward Klaus Schulz, früherer Teamkamerad von Helmut Uhlig und Weinand beim zweifachen Deutschen Basketballmeister Alemannia Aachen (1963 und 1964), war ein Nationalspieler, den der damals amtierende VfL-Präsident „Friedel“ Schwarze 1964 gerne für den von ihm geführten Club als eine weitere Verstärkung gewonnen hätte. Der Jurastudent wechselte dagegen zu dem traditionsreichen Madrider Erstligaclub Club Baloncesto Estudiantes und spielte in der professionellen spanischen Liga Española de Baloncesto (seit 1983 Liga ACB, seit 2011 auch „Liga Endesa“).

#### 1969/1970 ohne Erfolg in der Meisterschafts-Endrunde
Die Endrunde zur deutschen Basketball-Meisterschaft 1970 wurde erstmals in zwei Gruppen mit je vier Bundesligaclubs ausgespielt. Die Erstplatzierten der Gruppe A und der Gruppe B erreichten das Finale in Dillingen/Saar. Die Gruppe A, in der das VfL-Team spielte, wurde durch den Ersten und Dritten der Bundesligastaffel Süd, MTV Gießen und USC Mainz, sowie mit dem Zweiten und Vierten der Staffel Nord, VfL Osnabrück (erstmals auf dem zweiten Platz der Abschlusstabelle, hinter dem „Newcomer“ TuS 04 Leverkusen) und ASV Köln, gebildet. Tabellenerster der Gruppe A mit 10:2 Punkten, bei nur einer Niederlage in Mainz (87:84), wurde der MTV Gießen. Die VfL-Spieler konnten sich in dieser Gruppe nicht durchsetzen, weil sie zwei Heimspiele, 87:84 (40:36) gegen den USC Mainz und 83:88 (40:46) gegen den MTV Gießen, nicht gewinnen konnten. Bei der Heimniederlage gegen den USC Mainz spielte eine Rolle, dass die Mainzer, bei denen in diesem Zeitpunkt die ehemaligen VfL-Bundesligaspieler Volkmar Gaber und Husemann spielten, mit dem 2,08 Meter großen Center der DBB-Nationalmannschaft Dietrich „Didi“ Keller beim Rebound überlegen waren und mit dem US-Spieler Shannon, als Soldat (GI) ein Mitglied der US-amerikanischen Streitkräfte in Deutschland, über einen Spieler der „Extra-Klasse“ verfügten, gegen dessen Korbangriffe die VfL-Spieler nie ein Gegenmittel fanden. Die VfL-Spieler hatten vor dem Spiel gegen den USC Mainz nicht ausreichend beachtet, dass der MTV Gießen sein erstes Spiel, auswärts gegen den USC Mainz, nicht gewinnen konnte und US-Spieler Shannon, auch in diesem Spiel der „Matchwinner“, einundvierzig Punkte erzielte. Der Erste der Gruppe A, der MTV Gießen, konnte am Ende der Spielzeit 1969/1970 gegen den TuS 04 Leverkusen erneut die Vize-Meisterschaft erreichen (73:76).

## Teamentwicklung und Leistungsträger
An allen Erfolgen des „legendären“ Bundesliga-Teams des VfL Osnabrück (1966 bis 1970) war stets ein Kernteam von fünf Spielern beteiligt: der vielfache A-Nationalspieler Klaus Weinand (2,00 m), der aus Palästina stammende syrische Nationalspieler Rassem Yahya (1,77 m), der in den 1980er Jahren in Madrid/Spanien verstorbene Wilfried Böttger (1,95 m, Auswahlspieler des nordrhein-westfälischen Westdeutschen Basketball-Verbandes, Ausbildungsverein war Eintracht Dortmund) sowie die beiden A-Nationalspieler aus der eigenen Jugend, Ingbert Koppermann (1,99 m) und Egon Homm (1,96 m), der als „Youngster“ 1966 direkt in die neue Bundesliga startete. Egon Homm ist der einzige von diesen fünf Spielern, der in Osnabrück geboren wurde.
Klaus Weinand, 1972 Mitglied des DBB Olympiateams München, war Teilnehmer der FIBA Europameisterschaften 1961 in Belgrad (Republik Serbien, damals Jugoslawien), berufen von DBB-Bundestrainer Branimir Volfer, und der 14. FIBA Europameisterschaften 1965 in Moskau (damals Sowjetunion, heute Russland) mit Bundestrainer Yakovos Bilek. Helmut Uhlig und Egon Homm sowie Miloslav Kříž als Bundestrainer haben im Sommer 1969 mit der deutschen Nationalmannschaft in Thessaloniki (Griechenland) vergeblich versucht auf einem großen FIBA-Turnier mit führenden europäischen Basketballnationen die Qualifikation zu den 16. FIBA Europameisterschaften 1969, im September und Oktober 1969, mit zwölf teilnehmenden Nationen, in Genua (Italien), zu erreichen. Der Kapitän der VfLer, der aus Halle (Saale) stammende Helmut Uhlig, er war 1971, wie bereits im Jahr 1963 als Nationalspieler des DBV im Europameisterschaftsteam 1963, Teilnehmer der 17. FIBA Europameisterschaften 1971 in Essen und Böblingen, war ebenfalls Mitglied des Olympiateams München 1972, zu beiden Turnieren von Bundestrainer Theodor Schober in den Nationalmannschaftskader berufen. In den Spielzeiten 1969/1970 und 1970/1971 spielte der 1969 von deutschen Sportjournalisten zum „Basketballer des Jahres“ (Auf Rang zwei kam Holger Geschwindner.) gewählte Nationalspieler für den USC München, der „mit Blick“ auf die Olympischen Sommerspiele 1972 in der bayerischen Landeshauptstadt vorübergehend mit erheblichen Finanzmitteln ausgestattet worden war.
Das Meister-Team wurde als bedeutender Repräsentant der Stadt Osnabrück geschätzt. Die VfL-Spieler vertraten den Verein, die Stadt und die ganze Region des Osnabrücker Landes in den westeuropäischen Ländern und ebenfalls in Osteuropa – zum Beispiel auf vielen internationalen Turnieren und zu Freundschaftsspielen. 1966 gewannen die VfL-Bundesligaspieler das von den US-Streitkräften in Bremerhaven jährlich zum Jahreswechsel veranstaltete „Internationale Basketballturnier“. (Nur zwei Clubteams, ZSKA Moskau und der VfL Osnabrück, konnten sich bei 18 gespielten Turnieren, gegen die starke Konkurrenz von US-Militärmannschaften und Nationalmannschaften, in die Siegerliste eintragen. Die A-Nationalmannschaft des DBB konnte 1969 und 1980 das Finale um den Pokal gewinnen.) Dreimal nahm das VfL-Meister-Team an internationalen FIBA Wettbewerben der europäischen Spitzenclubs, am Europapokal der Landesmeister und am Europapokal der nationalen Pokalsieger, teil und spielte dabei unter anderem gegen Solna IF aus einem Vorort von Stockholm, Slavia Prag, Honvéd Budapest und Panathinaikos Athen.
Die VfL-Spieler hatten sich vor Beginn der Oberliga-Saison 1964/1965 auf die Trikotfarben Gelb und Schwarz festgelegt, abweichend von den traditionellen Vereinsfarben Lila/Weiß. Es gab zwölf gelbe und schwarze ärmellose Trikots mit dem zentrierten Aufdruck „VFL“ auf der Vorderseite, darunter die Nummer angeordnet, und auf der Rückseite die große Spielernummer (von „4“ bis „15“). Die Trikots waren mit Kontraststreifen schwarz oder gelb abgesetzt – beidseitig an den Schulterträgern und die gelben Hosen unten am Hosenbein. Die eher eng und kurz geschnittenen Hosen hatten außerdem an beiden Seiten einen vertikal angeordneten schwarzen Streifen. Gespielt werden konnte in den Farbkombinationen gelb/gelb und schwarz/gelb. In der BBL-Ausschreibung wurde von den Clubs keine Festlegung von Farbkombinationen für Heim- und Auswärtsspieltrikots verlangt. Das VfL-Team hat bevorzugt, wenn möglich, total in Gelb gespielt. Die Farbe der in der ehemaligen DDR produzierten Trainingsanzüge war rot, alle mit einem kleinen VfL-Emblem auf der linken Brustseite. Auf den Trikots und Trainingsanzügen der VfL-Spieler wurde nie ein Unternehmenslogo oder eine andere Werbung präsentiert. Gespielt wurde grundsätzlich in weißen Chuck Taylor All Stars oder zwei Spieler (Homm, Koppermann) in niedrig geschnittenen All Star Oxford. (Flach geschnittene Basketballschuhe wurden wegen der Gefahr des Umknickens im Sprunggelenk, mit der Folge einer Verletzung des Bandapparates, nur von sehr wenigen Bundesliga-Spitzenspielern getragen.)
Sieg und Niederlage wurden nach Heimspielen, in der Regel mit Spielern, Trainern und Betreuern des Gegnerteams, in dem traditionellen Osnabrücker Lokal Grüner Jäger, unweit der Schloßwallhalle, gefeiert.
In den vier Endspielen, die von den Bundesligisten MTV Gießen und VfL Osnabrück miteinander gespielt wurden, gehörte Holger Geschwindner, der Entdecker und Mentor des NBA-„Superstars“ Dirk Nowitzki, zusammen mit den Nationalspielern und Leistungsträgern Wolfgang Dort, Dietfried Kienast und Bernd Röder, zu den vier Finalteams des MTV, deren Headcoach stets der aus Ungarn stammende Erfolgstrainer Laszlo Lakfalvi, damals mit Lebensmittelpunkt in Darmstadt, war.
Anfang der siebziger Jahre konnte die Erfolgsserie der VfL-Basketballer nicht fortgesetzt werden. Der damalige Präsident des VfL Osnabrück, Gebäudereinigungs-Unternehmer und CDU-Politiker (besonders aktiv im Wirtschaftsrat der CDU) Hartwig Piepenbrock, der nach dem unfallbedingten Tod seines Vaters Eduard Piepenbrock im Jahr 1971 in der Nachfolge die VfL-Präsidentschaft übernommen hatte, traf 1975 die Entscheidung – ohne Widerspruch aus Kreisen der Politik, Wirtschaft und Kultur in Osnabrück, ohne jegliche kritische Würdigung dieser Entscheidung in der örtlichen Presse oder keine öffentliche Ansprache durch das Präsidium beziehungsweise durch die Geschäftsführung der Osnabrücker IHK (Industrie- und Handelskammer), die den Verlust eines der wenigen „Aushängeschilder“ der Stadt Osnabrück zur Folge hatte – sämtliche Ressourcen des Vereins auf die Entwicklung der damals zweitklassigen Fußballmannschaft zu konzentrieren, jedoch ohne besonderen Erfolg in den folgenden Präsidentschaftsperioden von Hartwig Piepenbrock, bis 1996, und Nachfolger Dirk Rasch, bis 2012. (Beide Ehrenpräsidenten führten den Verein an den Rand des wirtschaftlichen Ruins, ohne vor Ausscheiden aus dem Amt selbst existenzsichernde beziehungsweise Sanierungs-Maßnahmen eingeleitet zu haben.) Im Jahr 1975 ging die Basketballabteilung nach dem damals folgenden sportlichen Abstieg aus der Basketball-Bundesliga mit dem Osnabrücker SC eine Spielgemeinschaft unter dem Namen BG Osnabrück ein, mit dem Ziel, die Bundesligalizenz nicht zu verlieren. Der durch den „Fußballpräsidenten“ Hartwig Piepenbrock erzwungene Rückzug aus der BBL wurde in der Osnabrücker Bürgerschaft als vereinsinterne „Niederlage“ und großer Verlust für die Stadt begriffen.
Günter Kollmann, der als A-Jugendspieler des TSV Quakenbrück, unter anderem zusammen mit Egon Homm, im Sommer 1966 mit der Auswahlmannschaft des Niedersächsischen Basketballverbandes den deutschen Jugend-Pokal der Auswahlmannschaften der DBB-Landesverbände im Endspiel in Osnabrück (Schloßwallhalle) gegen Hessen (68:61) gewonnen hatte, spielte in den Spielzeiten 1967/1968 und 1969/1970 für den VfL Osnabrück in der Bundesliga und im Europapokal-Wettbewerb der FIBA. Als Unternehmerpersönlichkeit der Textilbranche ist der ehemalige B-Nationalspieler seit vielen Jahren, stets unterstützt von seiner Ehefrau, der „visionäre Förderer“ der BBL-Mannschaft Artland Dragons, hervorgegangen aus der Basketballabteilung des TSV Quakenbrück (QTSV), und der maßgebliche Begründer der überaus großen Basketballbegeisterung sowie der damit verbundenen Jugendarbeit in der Stadt Quakenbrück.

### Nationalspieler aus der eigenen Jugend
Aus dem Kreis der VfL-Bundesligaspieler kamen folgende Spieler, die aus der eigenen VfL-Jugend stammten, in der A-Nationalmannschaft des DBB zum Einsatz: Rolf Dieter (nach Ende der Saison 1967/1968 nicht mehr für den VfL spielend; im Mai und Juni 1968 in Sofia/Bulgarien FIBA European Olympic Qualifying Tournament for Men, 1969 Qualifikation zur 16. FIBA Europameisterschaften 1969 in Saloniki/Griechenland und 1971 17. FIBA Europameisterschaften 1971 in Böblingen und Essen), Egon Homm (1969 Qualifikation zur 16. FIBA Europameisterschaften 1969 in Saloniki/Griechenland), Ingbert Koppermann (später BC Giants und Hannover 96), Eckhard Meyer (später BC Giants) und Harald Rupp (seit 1973 USC Heidelberg, unter anderem 1973 und 1975 EM-Challenge-Round der FIBA).

## Gegnerteams und Sportkameraden in der Bundesliga
| BBL-TEAM | STADT/ KREIS | BUNDES- LAND        | NORD SÜD  | 1966/67               | 1967/68         | 1968/69               | 1969/70         | 1970/71         | 1971/72             | FIBA EUROPAPOKAL | ANMERKUNGEN Gründungsmitglieder sowie Auf- und Abstieg      |
| --- | ------------ | ------------------- | --------- | --------------------- | --------------- | --------------------- | --------------- | --------------- | ------------------- | --- | ----------------------------------------------------------- |
| |              |                     |           |                       |                 |                       |                 |                 |                     | |                                                             |
| |              |                     |           |                       |                 |                       |                 |                 |                     | |                                                             |
| TSV Schwaben Augsburg | A            | Bayern              | S         | X                     | X AB            | –                     | –               | –               | –                   | | BBL-GM 1966 – Abstieg 1968                                  |
| FC Bamberg | BA           | Bayern              | S         | –                     | –               | –                     | –               | X AUF           | X                   | | AUFstieg 1970                                               |
| Berliner SV 92 | B            | Berlin              | N         | –                     | –               | –                     | X AUF           | X               | X                   | | AUFstieg 1969                                               |
| BG Buer | GE           | Nordrhein-Westfalen | N         | –                     | –               | –                     | –               | X AUF / AB      | –                   | | AUFstieg 1970 – Abstieg 1971                                |
| BC Darmstadt | DA           | Hessen              | S         | X                     | X               | X AB                  | –               | –               | X W-AUF / AB        | | - BBL-GM 1966 – Abstieg 1969 - AUFstieg 1971 – Abstieg 1972 |
| ATV Düsseldorf | D            | Nordrhein-Westfalen | N         | X (Pokalfinale)       | X               | X                     | X AB            | –               | –                   | | BBL-GM 1966 – Abstieg 1970                                  |
| Tusa Düsseldorf | D            | Nordrhein-Westfalen | N         | X                     | X               | X AB                  | –               | –               | –                   | | BBL-GM 1966 – Abstieg 1969                                  |
| EK 1847 Eppelheim | HD           | Baden-Württemberg   | S         | –                     | –               | –                     | –               | X AUF / AB      | –                   | | AUFstieg 1970 – Abstieg 1971                                |
| SGN Essen | E            | Nordrhein-Westfalen | N         | –                     | –               | –                     | –               | –               | X AUF / AB          | | AUFstieg 1971 – Abstieg 1972                                |
| Eintracht Frankfurt | F            | Hessen              | S         | –                     | X AUF           | X AB                  | –               | –               | –                   | | AUFstieg 1967 – Abstieg 1969                                |
| Grünweiß Frankfurt | F            | Hessen              | S         | X                     | X               | X                     | X               | X               | –                   | | BBL-GM 1966 – Abstieg 1971                                  |
| ASC Gelsenkirchen | GE           | Nordrhein-Westfalen | N         | X                     | X               | X AB                  | –               | –               | –                   | | BBL-GM 1966 – Abstieg 1969                                  |
| SV St. Georg von 1895 | HH           | Hamburg             | N         | –                     | –               | –                     | –               | X AUF / AB      | –                   | | AUFstieg 1970 – Abstieg 1971                                |
| MTV Gießen | GI           | Hessen              | S         | X DBM                 | X DBM           | X DBB-PS (DBM-Finale) | X (DBM-Finale)  | X               | X (DBM-Finale)      | - 1966/67 EP-P: GTS Wisła Kraków - 1967/68 EP-M: • Basket Racing Club Luxembourg • Maccabi SC Tel Aviv - 1968/69 EP-M: • Alvik BK Stockholm • Real Madrid CF - 1969/70 EP-P: CSA Steaua Bucuresti | BBL-GM 1966                                                 |
| SSC Göttingen | GÖ           | Niedersachsen       | N         | –                     | –               | –                     | –               | X AUF / AB      | –                   | | AUFstieg 1970 – Abstieg 1971                                |
| SSV Hellas Göttingen | GÖ           | Niedersachsen       | N         | X AB                  | –               | –                     | –               | –               | –                   | | BBL-GM 1966 – Abstieg 1967                                  |
| TV Grafenberg | D            | Nordrhein-Westfalen | N         | –                     | X AUF / AB      | –                     | –               | –               | –                   | | AUFstieg 1967 – Abstieg 1968                                |
| SSV Hagen | HA           | Nordrhein-Westfalen | N         | X                     | X               | X                     | X               | X               | X                   | | BBL-GM 1966                                                 |
| TSV Hagen 1860 | HA           | Nordrhein-Westfalen | N         | X AB                  | –               | –                     | –               | –               | –                   | | BBL-GM 1966 – Abstieg 1967                                  |
| Hamburger TB | HH           | Hamburg             | N         | –                     | –               | –                     | –               | –               | X AUF               | | AUFstieg 1971                                               |
| Post SV Hannover | H            | Niedersachsen       | N         | X                     | X               | X AB                  | –               | –               | –                   | | BBL-GM 1966 – Abstieg 1969                                  |
| TV 46 Heidelberg | HD           | Baden-Württemberg   | S         | X                     | X               | X                     | X AB            | –               | –                   | | BBL-GM 1966 – Abstieg 1970                                  |
| USC Heidelberg | HD           | Baden-Württemberg   | S         | X                     | X               | X                     | X               | X               | X                   | 1966/67 EP-M: • SISU Basketball Kopenhagen • Real Madrid CF | BBL-GM 1966                                                 |
| TV Kirchheim- bolanden | KIB          | Rheinland-Pfalz     | S         | –                     | –               | –                     | X AUF / AB      | –               | –                   | | AUFstieg 1969 – Abstieg 1970                                |
| SC Rei Koblenz | KO           | Rheinland-Pfalz     | S         | –                     | –               | –                     | X AUF           | X AB            | –                   | | AUFstieg 1969 – Abstieg 1971                                |
| ASV Köln | K            | Nordrhein-Westfalen | N         | –                     | –               | –                     | X AUF           | X               | X AB                | | AUFstieg 1969 – Abstieg 1972                                |
| TuS 04 Leverkusen | LEV          | Nordrhein-Westfalen | N         | –                     | –               | X AUF                 | X DBM DBB-PS    | X DBM DBB-PS    | X DBM (Pokalfinale) | - 1970/71 EP-M: • BBC Etzella Ettelbruck • Ignis Pallacanestro Varese - 1971/72 EP-M: Real Madrid CF                                                                                              | AUFstieg 1968                                               |
| USC Mainz | MZ           | Rheinland-Pfalz     | S         | –                     | –               | X AUF                 | X               | X (Pokalfinale) | X                   | 1971/72 EP-P: AP Fides Partenope Napoli | AUFstieg 1968                                               |
| SV Möhringen | S            | Baden-Württemberg   | S         | X AB                  | –               | –                     | –               | –               | X W-AUF             | | - BBL-GM 1966 - Abstieg 1967 – AUFstieg 1971                |
| FC Bayern München | M            | Bayern              | S         | X                     | X DBB-PS        | X                     | X               | X               | X                   | 1968/69 EP-P: BBC Nitia Bettembourg, ASK Olimpija Ljubljana | BBL-GM 1966                                                 |
| TSV 1860 München | M            | Bayern              | S         | X                     | X AB            | –                     | X W-AUF         | X AB            | –                   | | - BBL-GM 1966 - Abstieg 1968 – AUFstieg 1969 - Abstieg 1971 |
| USC München | M            | Bayern              | S         | –                     | X AUF           | X                     | X               | X (DBM-Finale)  | X                   | | AUFstieg 1967                                               |
| USC Münster | MS           | Nordrhein-Westfalen | N         | –                     | –               | –                     | X AUF / AB      | –               | –                   | | AUFstieg 1969 – Abstieg 1970                                |
| Neuköllner Sportfreunde | B            | Berlin              | N         | –                     | X AUF           | X                     | X AB            | –               | –                   | | AUFstieg 1967 – Abstieg 1970                                |
| Oldenburger TB | OL           | Niedersachsen       | N         | X                     | X               | X                     | X               | X AB            | –                   | | BBL-GM 1966 – Abstieg 1971                                  |
| VfL Osnabrück | OS           | Niedersachsen       | N         | X DBB-PS (DBM-Finale) | X (DBM-Finale)  | X DBM (Pokalfinale)   | X (Pokalfinale) | X               | X                   | - 1967/68 EP-P: • Solna IF Stockholm • TJ Slavia VS Praha - 1969/70 EP-M: Budapesti Honved SE - 1970/71 EP-P: Panathinaikos Athens                                                                | BBL-GM 1966                                                 |
| MTSV Schwabing | M            | Bayern              | S         | X AB                  | –               | –                     | –               | –               | –                   | | BBL-GM 1966 – Abstieg 1967                                  |
| MTV Wolfenbüttel | WF           | Niedersachsen       | N         | X                     | X (Pokalfinale) | X                     | X               | X               | X DBB-PS            | | BBL-GM 1966                                                 |
| TG Würzburg | WÜ           | Bayern              | S         | –                     | –               | X AUF / AB            | –               | –               | –                   | | AUFstieg 1968 – Abstieg 1969                                |
| |              |                     |           |                       |                 |                       |                 |                 |                     | |                                                             |
| |              |                     |           |                       |                 |                       |                 |                 |                     | |                                                             |
| 39 | 27           | 8                   | 21 N 18 S | 10 N 10 S             | 10 N 10 S       | 10 N 10 S             | 10 N 10 S       | 10 N 10 S       | 8 N 8 S             | 6 BBL-Teams 12 EP-Wettbewerbe mit 36 Spielen |                                                             |
| |              |                     |           |                       |                 |                       |                 |                 |                     | |                                                             |
| ↑ BBL-TEAM | STADT/ KREIS | BUNDES- LAND        | NORD SÜD  | 1966/67               | 1967/68         | 1968/69               | 1969/70         | 1970/71         | 1971/72             | FIBA EUROPAPOKAL | ANMERKUNGEN ↑                                               |
| |              |                     |           |                       |                 |                       |                 |                 |                     | |                                                             |
| HINWEISE ZUR TABELLE: • Stadt/Kreis: siehe Liste der Autokennzeichen • Sechs Spielzeiten: 1966 bis 1972 (von der Gründung der Basketball-Bundesliga bis zu den Olympischen Sommerspielen 1972) • FIBA Europapokal: alle Gegner (Runde 1 und ggf. Achtelfinale) • Anmerkungen: Information über Zeitpunkt Abstieg und Aufstieg bzw. Wiederaufstieg. – Abkürzungen: • DBM = Deutscher Basketballmeister des DBB • EP-M = FIBA Europapokal der Landesmeister • DBB-PS = DBB-Pokalsieger • EP-P = FIBA Europapokal der Pokalsieger • BBL-GM 1966 = 1966 Gründungsmitglied der Basketball-Bundesliga • AUF = Aufstieg • AB = Abstieg • W-AUF = Wieder-Aufstieg. |              |                     |           |                       |                 |                       |                 |                 |                     | |                                                             |
| HINWEISE ZUR SORTIERUNG DER SPALTEN: Die ersten vier Spalten können nach der A- bis Z-Regeln sortiert werden. In der Spalte vier, „Nord Süd“, kann durch Sortierung aller Bundesligateams die Aufteilung in die Ligagruppen Nord und Süd hergestellt werden. Die sechs Spielzeiten können ebenfalls sortiert werden, um die jeweiligen Bundesligateams der Ligen Nord und Süd darstellen zu können. Dabei erscheinen die Deutschen Basketballmeister und die DBB-Pokalsieger führend im „Kopf“ der Spalte. Die Auf- und Absteiger sind ebenfalls mit einem Kennzeichen versehen. In der Spalte „FIBA Europapokale“ werden nach Sortierung die Gruppe der Europapokalteilnehmer-Teams im „Kopf“ der Spalte, entsprechend der zeitlichen Abfolge der FIBA-Wettbewerbe, dargestellt. Es folgen in dieser Spalte die Gründungsmitglieder der BBL aus dem Jahre 1966 und als dritte Gruppe die Aufsteiger in die BBL. In der letzten Spalte, „Anmerkungen“, erfolgt die Sortierung so, dass im Kopf der Spalten die Gruppe der Bundesligateams führend dargestellt wird. – Zu beachten ist, dass die Spalten auf- und absteigend sortiert werden können. Grundsätzlich gilt die A- bis Z-Regel, es wird aber auch von „groß“ nach „klein“ sortiert. Für die Sortierung in den verschiedenen Spalten sind besondere „Sortierschlüssel“ gegeben; je Tabellenspalte ist der Algorithmus der Sortierung ein spezieller. |              |                     |           |                       |                 |                       |                 |                 |                     | |                                                             |

## Teilnahme an Europapokal-Wettbewerben
FIBA Secretary General R. William Jones hat 1957 eine FIBA-Projektkommission berufen, zu deren Mitgliedern Robert Busnel (Frankreich), Miloslav Kříž (ČSSR), Raimundo Saporta (Spanien), Nikolai Semaschko (UdSSR) und Borislav Stanković (Jugoslawien) gehörten. Die fünf Persönlichkeiten des europäischen Basketballsports hatten den Auftrag, ein Konzept zu entwickeln, das als Vorschlag die Etablierung eines Wettbewerbs für die Meisterteams der FIBA-Verbände auf europäischer Ebene vorsah. Geleitet wurde die Kommission von Raimundo Saporta. Die entscheidende Sitzung der eingesetzten FIBA-Kommission fand im Dezember 1957 in Gauting, im oberbayerischen Landkreis Starnberg, statt. Bereits am 22. Februar 1958 wurde das erste Europapokalspiel der Landesmeister zwischen Royal IV CS Anderlechtois (Belgien) und BBC Etzella (Luxemburg) gespielt. Zweiundzwanzig Clubs nahmen an dem ersten Europapokal-Wettbewerb der FIBA teil. Der spätere Trainer des VfL Osnabrück, der promovierte Jurist Miloslav Kříž, war im Zeitraum der Konzeptentwicklung „Member of the Organizing Committee of the European zone of FIBA“ (im Juni 2010 wurde der Tscheche mit dem FIBA Order of Merit ausgezeichnet). 1967 wurde von der FIBA der Europapokal der Pokalsieger etabliert. Erster Spieltag dieses FIBA-Wettbewerbs für die nationalen Pokalsieger, mit 19 Teams, war der 8. Dezember 1966.

### FIBA Europapokal der Pokalsieger 1967/1968
Zweiundzwanzig Teams, grundsätzlich die gemeldeten nationalen Pokalsieger der europäischen FIBA-Mitgliedsverbände sowie der Pokalverteidiger des Vorjahres, spielten Ende 1967 und im ersten Quartal 1968 in einem Hin- und einem Rückspiel, als „Knock-out-Runde“ organisiert, den Gesamtsieger des FIBA Europapokals der Pokalsieger aus. Gemäß Reglement entschied das Gesamtergebnis der beiden Spiele über das Erreichen der jeweils nächsten Pokalrunde.
Das Finale fand am 4. April 1968 im „Kallimarmaro“, einem Bauwerk der Antike in Athen, vor etwa 80.000 Zuschauern statt. Finalteilnehmer waren AEK Athen und Slavia Prag (die Prager Spieler hatten sich im Halbfinale gegen den Pokalsieger der damaligen DDR, ASK Vorwärts Leipzig, mit zwei Siegen – 57:58 und 76:98 – für das Europapokalendspiel in Athen qualifiziert). AEK gewann das hochdramatische Finale 89:82 (47:38). Zum Team des Finalisten Slavia Prag gehörte unter anderem Karel Baroch, im Zeitraum 1969 bis 1970 Spielertrainer beim VfL Osnabrück. (Der Prager Spielmacher, mehr als 160 Länderspiele für die ČSSR, drei Berufungen in die FIBA Europaauswahl, wurde von Wolfgang Kosel, einem Osnabrücker Kaufmann, in Prag für das VfL-Team gewonnen. Der diplomierte Sportlehrer Baroch war während seiner Zeit in Osnabrück als Sportlehrer am Ratsgymnasium tätig.) Baroch erzielte zwölf Punkte im Finale des „FIBA Cup Winner’s Cup 1967/1968“. 1969 erreichten die Spieler um Jiří Zedníček und Jiří Zídek Sr., mit „Spielmacher“ Baroch, das Finale des Europapokals der Pokalsieger erneut und wurden in Wien (Österreich) Europapokalsieger 1969, gegen BK Dinamo Tiflis (damals UdSSR, 80:74) – eine im Kontext des Prager Frühlings politisch hochbeachtete Niederlage des sowjetischen Pokalsiegers aus Georgien.
Das Meisterteam des VfL Osnabrück erreichte in diesem FIBA-Pokalwettbewerb, 1967/1968, das Achtelfinale, in dem außer dem Team aus Osnabrück sowie den beiden späteren Finalisten aus Athen und Prag folgende Mannschaften vertreten waren: Hapoel Tel Aviv BC (ISR), Royal IV SC Anderlecht Bruxelles (BEL), CS Dinamo București (ROM), ASK Olimpija Ljubljana (damals YUG), SD Kas Vitoria (SPA), Fenerbahçe SK Istanbul (TUR), ASVEL Basket Villeurbanne (FRA), ASK Vorwärts Leipzig (GDR), GTS Wisła Kraków (POL), Union Firestone Ehgartner Wien (AUT) und BK Spartak Sofija (BUL) sowie der für das Viertelfinale als letztjähriger Pokalverteidiger qualifizierte italienische Club Ignis Pallacanestro Varese.
Die Europapokalspiele des VfL-Meister-Teams der Friedensstadt Osnabrück um den Pokal der Pokalsieger in der Saison 1967/1968:
- First Round: Solna IF Stockholm (SWE) – VfL Osnabrück (FRG)
  - am 23. November 1967 in Stockholm 60:55 (27:25)
  - Rückspiel am 30. November 1967 in Osnabrück (Schloßwallhalle) 85:60 (35:29)

Der Pokalsieger 1967 des schwedischen Basketballverbandes spielte im Europapokal-Wettbewerb mit zwölf Spielern:
Tommy Dackheim, Mats Engwall, Lars Ericson, Jan Hjort (EM-Teilnehmer 1969), Vladimir Jeosimic, Lar Kabing, Per-Olof Lefwerth (EM 65 und 69), Jonas Schill, Allan Svärd, Rolf Svärd, Lars Olof Svensson und Hans Waldenstedt. – Headcoach Boris Nyman.
- 1/8 Final: VfL Osnabrück (FRG) – TJ Slavia VS Praha (CZE)
  - am 13. Januar 1968 in Osnabrück (Schloßwallhalle) 77:88 (39:41)
  - Rückspiel am 18. Januar 1968 in Prag 90:51 (41:29)

Zum Europapokal-Kader von Headcoach Jaroslav Šíp (vorher Trainer von Virtus Pallacanestro Bologna), der als Spieler in den 1950/1960er Jahren an fünf FIBA Europameisterschaften (EM 51–61) und am Basketballturnier der Olympischen Sommerspiele 1952 teilnahm – in Osnabrück wurde das Prager Team von Trainer Jiří Baumruk (EM 51–61, MVP EM 57) gecoacht – gehörten die Spieler:
Jiří Ammer (EM 65–69 und WM 70), Karel Baroch (EM 65–71), Jiří Konopásek (EM 69–71, EM 77, OSS 72 und 76, WM 70), Jaroslav Kovař, Jaroslav Křivý (EM 59), Jiří Lízálek, Robert Mifka (EM 63–71 und WM 70), Jiří Růžička (EM 63–71, OSS 72 und WM 70), Jiří Šťastný (EM 59 und EM 65), Bohumil Tomášek (EM 59–67 und OSS 60), Jiří Zedníček (EM 65–73, OSS 72, WM 70 und 74, MVP EM 67), Jiří Zídek Sr. (EM 63–73, OSS 72, WM 70 und 74) und Jiři Lízálek.
Sieben der Slavia-Spieler hatten im September und Oktober 1967 die FIBA Europameisterschaft 1967 in Helsinki gespielt und mit ihrer Nationalmannschaft den zweiten Rang belegt (Finale UdSSR – ČSSR 89:77).
Beim Hinspiel in Osnabrück fehlten im Slavia-Team, damals viermaliger Meister der ČSSR, die beiden Europaauswahlspieler Karel Baroch und Jiří Zedníček sowie Nationalspieler Robert Mifka. Beim Rückspiel in Prag standen dem VfL Wilfried Böttger, Günter Kollmann und Helmut Uhlig nicht zur Verfügung. (Uhlig war es verwehrt, in Prag zu spielen, weil im Januar 1968 keine Garantie der ČSSR-Regierung oder der FIBA vorlag, die eine Ausreise des ehemaligen DDR-Nationalspielers aus der ČSSR ohne jede Einschränkung sichergestellt hätte. Im November 1968 konnte Helmut Uhlig zum Europapokalspiel nach Budapest (Ungarn) reisen, weil zwischenzeitlich „innerdeutsche“ Vereinbarungen getroffen worden waren, die DDR-Flüchtlingen Reisen in Staaten des Warschauer Paktes ohne erkennbares Ausreiserisiko ermöglichten.) Das Erreichen des Achtelfinales bedeutete, dass die Basketballer des VfL Osnabrück unter die letzten 16 Teams dieses FIBA Europapokal-Wettbewerbes kamen. Ein europaweit beachtetes Ergebnis – besonders wegen des guten Spiels des VfL-Teams in Osnabrück.

### FIBA Europapokal der Landesmeister 1969/1970
Die erste Runde des Europapokals der Landesmeister 1969/70 wurde als „Knock-out-Runde“, Hin- und Rückspiele, gespielt. Im Viertelfinale spielten die acht qualifizierten Clubteams in zwei Gruppen. Jedes Team spielte in seiner Gruppe gegen die drei anderen Mannschaften der eigenen Gruppe. Die beiden ersten Teams der beiden Gruppen qualifizierten sich für das Halbfinale, um im Jahr 1971 die Finalisten zu ermitteln.

Honvéd

Die Europapokalspiele, um den Pokal der Landesmeister, des VfL-Meister-Teams der Friedensstadt Osnabrück:
- VfL Osnabrück (FRG) – Budapisti Honvéd SE (HUN)
  - am 6. November 1969 in Osnabrück (Schloßwallhalle) 74:88 (35:42)
  - Rückspiel am 13. November 1969 in Budapest 92:59 (48:32)

Zum Kader von Budapisti Honvéd SE, mit Coach Jósef Balogh, gehörten sieben ungarische Nationalspieler, sechs von ihnen hatten zuvor für Ungarn, vom 27. September bis 5. Oktober 1969, in Italien die Endrunde der FIBA Europameisterschaft (EM) 1969 gespielt und bei einer Teilnahme von zwölf Nationalteams mit ihrer Mannschaft Rang acht erreicht:
István Bánhegyi (EM 69), Valér Banna (EM 61, EM 65, EM 67 und EM 69), Sándor Gellér (EM 69), Géza Gylai (EM 61), István Gyurasits (EM 69), Szalbocs Hódy (EM 69), Ödön Lendvay (EM 65, EM 67 und EM 69 sowie OSS 64)
Das Clubteam aus Budapest schied in der nächsten Runde, im Achtelfinale, gegen Real Madrid CF (SPA) aus (96:76). Real Madrid verlor im Halbfinale gegen Ignis Pallacanestro Varese (ITA), ebenso Slavia Prag gegen den Titelverteidiger CSKA Moskva (USSR). Am 9. April 1970 gewann Ignis Varese gegen den Titelverteidiger aus Moskau das Finale um den Europapokal der Landesmeister, in Sarajevo (79:74) vor mehr als 6500 Zuschauern.

### FIBA Europapokal der Pokalsieger 1970/1971
Zweiundzwanzig Pokalsieger der FIBA-Mitgliedsverbände spielten 1970/1971 im Europapokal der Pokalsieger „Knock-out-Runden“, in Hin- und Rückspielen. Dabei entschied das Gesamtergebnis über das Weiterkommen in die nächste Runde des Wettbewerbs. Der Titelverteidiger machte sein erstes Spiel im Viertelfinale. Das Finale wurde im Jahr 1971 als Heim- und als Auswärtsspiel gespielt.

Κ.Α.Ε.Π.Α.Ο.

Die Spieler des VfL Osnabrück qualifizierten sich als Finalist im Endspiel um den DBB-Pokal 1970, das vom TuS 04 Leverkusen, dem Deutschen Basketball-Meister 1970, gewonnen wurde.
- Panathinaikós AO Athína (GRE) – VfL Osnabrück (FRG)
  - am 3. Dezember 1970 in Osnabrück (Schloßwallhalle) 89:52 (38:22)
  - Rückspiel am 10. Dezember 1970 im Athener Panathinaiko-Stadion, auch „Kallimarmaro“ genannt

(das Olympiastadion der ersten Olympischen Spiele der Neuzeit im Jahr 1896) – 73:89 (36:36)

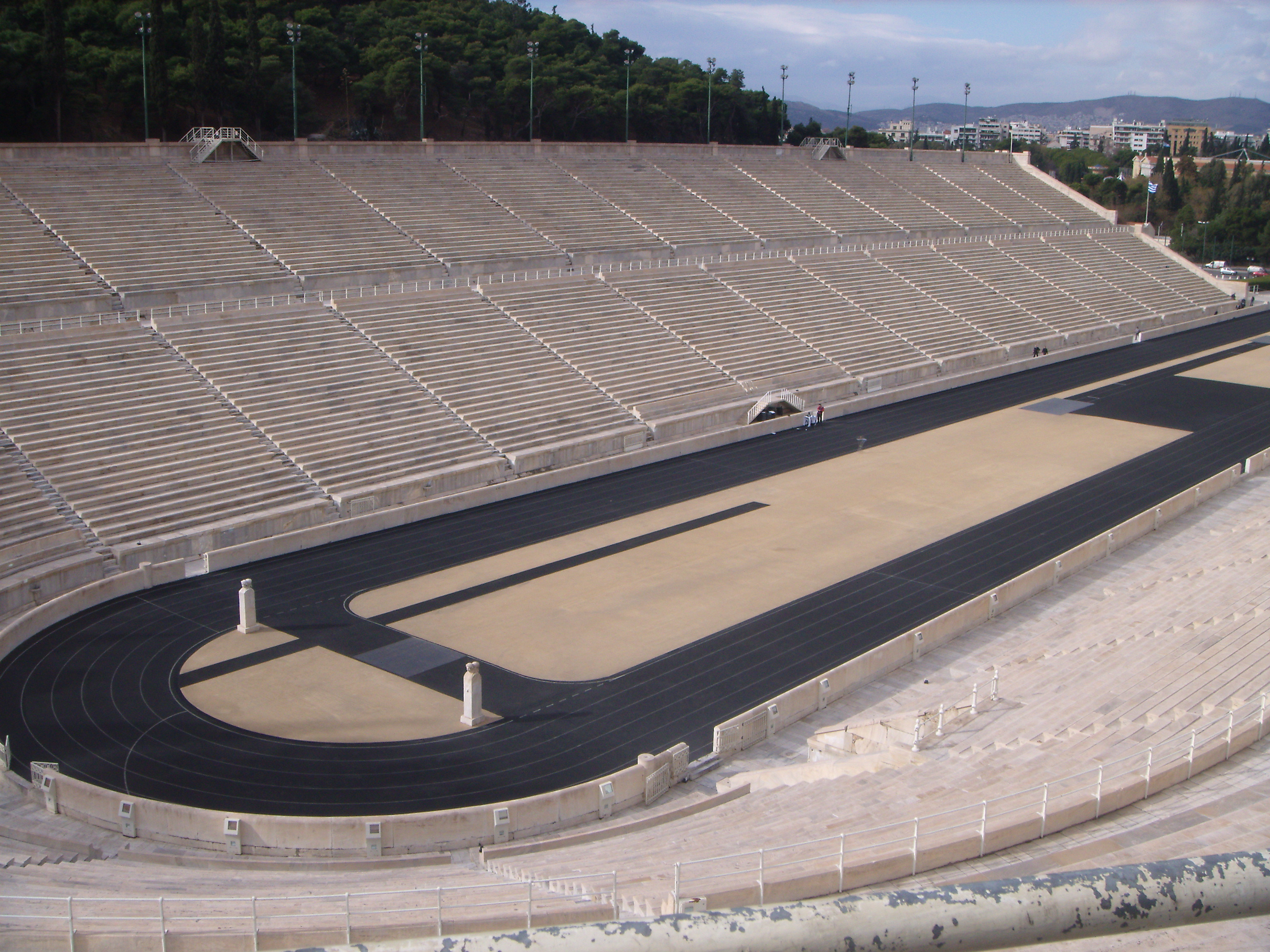
Panathinaiko-Stadion: „Kallimarmaro“

Der griechische Pokalsieger, Headcoach war damals der ehemalige griechische Nationalspieler Konstantinos Mourouzis, spielte in diesem FIBA-Wettbewerb unter anderem mit vier Top-Spielern des europäischen Basketballsports:
- Dimitrios Kokolakis (2,15 m, Center, Jg. 1949 – PAO 1969 bis 1983 – 178 Länderspiele – Teilnehmer FIBA EM 1975, 1979, 1981 und 1983)
- Georgios Kolokithas (2,00 m, Power Forward, Jg. 1945 – PAO 1966 bis 1972 – 90 Länderspiele – FIBA EM-Teilnehmer 1965, 1967 und 1969 – Top Scorer FIBA EM 1967 und 1969)
- Apostolos Kontos (Small Forward, Jg. 1947 – PAO 1969 bis 1984 – 114 Länderspiele – FIBA EM-Teilnehmer 1973 und 1975)
- Panagiotis „Takis“ Koroneos (Small Forward, Jg. 1952 – PAO 1968 bis 1985 – 151 Länderspiele – FIBA EM-Teilnehmer 1975, 1979 und 1981)

Im FIBA Wettbewerb vertreten war ebenfalls der niederländische Pokalsieger des Jahres 1970, Flamingo’s Haarlem (NED), aus der Partnerstadt der Friedensstadt Osnabrück, der gegen TJ Dukla Olomouc (CZE) sich ebenfalls in der „First Round“ nicht für das Achtelfinale qualifizieren konnte. Das Finale wurde von Simmenthal Olimpia Mailand gewonnen: BK Spartak Leningrad (UdSSR) – Simmenthal Olimpia Milano (ITA) 66:56 und im Rückspiel in Mailand 71:52. Der Gegner des VfL, Panathinaikos Athen, schied im Achtelfinale gegen Hapoel Tel Aviv BC (ISR) aus.

## Spieler der Spielzeitenkader 1958 bis 1971

### Oberliga Nord
(bis 1966 höchste Liga des DBB)
- Heinrich „Heini“ Bär
- Werner Bergmann († April 2021)
- Werner Blanke († Januar 2016)
- Eckhard „Ecki“ von Bock und Polach
- Werner Brandes
- Uwe „Ellern“ Degen († August 2024)
- Lothar Ellinghaus
- Karl „Kalli“ Finke
- Peter Franke
- Hans-Jürgen „Hansi“ Gaber
- Peter Garthaus († Mai 2025)
- Helmut Gerhardus († Juni 2017)
- Ertan Gönen (Türkei) (†)
- Wolfgang „Wolle“ Haar
- Rolf „Rolli“ Henke († Oktober 2022)
- Volker Jarré
- Kurt Kaschke
- Uli Koch (Backgammon-Vize-Weltmeister 1984)
- Winfried Kunz
- Klaus Manthey († Dezember 2018)
- Jürgen Molitor
- Mićo Orlović (Jugoslawien)
- Jörg Reinhardt († Juli 2021)
- Jimmy Rogers (GB / Jamaika)
- Raul Russel (Spanien) († Oktober 2018)
- Hermann Sohl
- Karl-Heinz „Kiddel“ Spreckelmeyer († August 2015)
- Wolfgang „Struppi“ Struif
- Fritz Trillhaas
- Lothar Waldowski
- Wolfgang „Wolle“ Wanzl
- Friedhelm Zöllner

Hinweis: Kursiv dargestellte Spieler entstammen der VfL-Jugend (19 von 30).

### Basketball-Bundesliga
- Klaus Ansmann (1,98 m / Center)
- Karel Baroch (1,82 m / Point Guard / ČSSR) († September 2001)
- Wilfried Böttger (1,95 m / Forward) (†)
- Heinz Böttner (2,01 m / Center)
- Rolf Dieter (1,81 m / Shooting Guard)
- Volkmar Gaber (1,82 m / Shooting Guard)
- Peter Garthaus (1,89 m / Shooting Guard) († Mai 2025)
- Hans Gröneweg (1,81 m / Point Guard) († November 2019)
- Michael Haferkamp (1,82 m / Point Guard)
- Egon Homm (1,96 m / Forward)
- Eckhard Husemann (1,79 m / Shooting Guard)
- Günter Kollmann (1,94 m / Forward)
- Ingbert Koppermann (1,99 m / Power Forward)
- Miloslav Kříž (Head Coach / ČSSR) († Mai 2013)
- Eckhard Meyer (1,94 m / Power Forward)
- Ralph Ogden (1,96 m / Power Forward / USA)
- Wolfgang Plock (1,94 m / Power Forward)
- Helmut Posern (1,93 m / Forward)
- Ulrich Renner (1,91 m / Small Forward)
- Harald Rupp (1,74 m / Point Guard)
- Rainer Tobien (1,88 m / Shooting Guard)
- Helmut Uhlig (1,78 m / Point Guard) († Juli 2014)
- Klaus Weinand (2,00 m / Center)
- Rassem Yahya (1,78 m / Shooting Guard)

Hinweise: Kursiv dargestellte Spieler entstammen der VfL-Jugend (11 von 23). 11 Backcourt- und 12 Frontcourt-Spieler plus 1 Head Coach. 

## Olympiakader 1972
Im Oktober 1968 wurden die VfL-Bundesliga- und DBB-Nationalspieler Michael Haferkamp, Egon Homm, Ingbert Koppermann, Eckhard Meyer, Harald Rupp und Helmut Uhlig vom Bundestrainerrat des Deutschen Basketball Bundes, unter Vorsitz des damaligen DBB-Sportwartes Anton Kartak (USC Heidelberg), in den fünfzigköpfigen „Olympiakader 1972“ des DBB aufgenommen. In der „Kartak-Liste“ des DBB waren weiter die früheren Jugend- und Erstligaspieler des VfL, die Nationalspieler Eckhard von Bock (Hannover 96) und Rolf Dieter (USC München), sowie der im Zeitpunkt der Nominierung ehemalige VfL-Bundesligaspieler und damals aktuelle B-Nationalspieler Günter Kollmann, aus Quakenbrück stammend, in der Spielzeit 1968/1969 für den ATV Düsseldorf in der Basketball-Bundesliga spielend, nominiert. Trainiert wurde in den DBB-Leistungszentren Heidelberg/Eppelheim und Köln.
Zu den im Herbst 1968 in der „Kartak-Liste“ nominierten Spielern gehörten ebenfalls Heinz Böttner und Helmut Posern. Posern, der zur Spielzeit 1969/1970 zusammen mit Trainer Günter Hagedorn, vom Bundesligisten ATV Düsseldorf (vorher DJK TuSA 08 Düsseldorf) kommend, zum TuS 04 Leverkusen gewechselt war und mit dem von Manager Engelbert Zimmer, um die späteren Teilnehmern an den Olympischen Sommerspielen 1972 Dieter Kuprella, Jochen Pollex und Norbert Thimm, neu zum Start in die zweite Bundesligasaison des Leverkusener Teams, zusammen gestellten „Werksteam“ die erste deutsche Meisterschaft des DBB nach Leverkusen holen konnte. Böttner, vom damaligen Erstligaabsteiger USC Münster kommend, und Posern, beides Frontcourtspieler und wie der aus Dortmund stammende Wilfried Böttger Auswahlspieler des nordrhein-westfälischen Westdeutschen Basketball-Verbandes (WBV), wechselten zur Europapokalsaison 1970/1971 zum VfL Osnabrück.
Homm und Uhlig sowie der damalige USC München-Spieler Dieter, alle drei Spieler der „Zwanziger-Liste“, spielten, unter Verantwortung der Bundestrainer Miloslav Kříž – der das VfL-Team innerhalb von zwei Spielzeiten in drei „große DBB-Finale“ führen konnte und 1969 mit elf VfL-Spielern in Gießen Deutscher Basketballmeister 1969 wurde – und Günter Hagedorn, die FIBA Europameisterschaft 1969 – Qualifying Round in Saloniki (Griechenland).
Dieter und Uhlig, 1971 beide beim USC München in der BBL aktiv, kamen im September 1971 für den DBB erneut bei einem internationalen Turnier, den FIBA European Championship for Men – Final Round 1971 in Deutschland (Böblingen und Essen) zum Einsatz und erreichten Rang neun, bei 16 teilnehmenden Nationalmannschaften (Homm hatte zu diesem Zeitpunkt seine Karriere als Bundesliga- und Olympiakaderspieler im Alter von 23 Jahren Ende 1970 beendet).
Bei den Olympischen Sommerspielen 1972 in München gehörten Helmut Uhlig und der frühere A-Nationalmannschaftskapitän Klaus Weinand, der erst im Dezember 1971 für den Olympiakader 1972 nominiert wurde, zur Olympiamannschaft des damaligen NOK für Deutschland (Dieter musste Anfang 1972 seine Karriere wegen einer schweren Sportverletzung beenden) und spielten mit der deutschen Basketballnationalmannschaft das olympische Basketballturnier (Rang zwölf).
Rupp gehörte zum DBB-Spielerkreis der abschließenden Vorbereitungsphase des „Olympiakaders 1972“ und wurde in dieser Phase, gegen die UdSSR am 1. Juli 1972, in einem Testspiel der deutschen Nationalmannschaft eingesetzt. Er entwickelte sich im Anschluss an die Olympischen Sommerspiele 1972 zu einem der Stammspieler der DBB-Nationalmannschaft und gehörte bis Mai 1977 zum A-Kader des DBB. Die damaligen B-Nationalspieler Koppermann und Meyer kamen nach dem olympischen Basketballturnier 1972 in München ebenfalls in der A-Nationalmannschaft des DBB zum Einsatz.

## Basketball im VfL Osnabrück seit 1995
Basketball wird beim VfL Osnabrück, der sich in der Hauptsache auf den wettkampforientierten Fußballsport der Männer konzentriert, nur noch von einer einzigen Mannschaft in der Kreisliga der Männer gespielt, nachdem es bis Mitte der 1990er Jahre, seit 1976, im VfL keine Basketball-Abteilung für männliche und weibliche Aktive in allen Altersklassen mehr gab. Einige der Maxi-Basketballer des VfL nehmen regelmäßig an den jährlichen DBB-Altersklassenturnieren der Bundesbestenspiele Basketball teil. Zu den Freizeitspielern gehören unter anderem Spieler der früheren Osnabrücker Landesligamannschaften MTV, OTC und TSV sowie Spieler des ehemaligen Bundesligisten BG Osnabrück (2. Basketball-Bundesliga, 1975 bis 1977). Einer der Maxi-Basketballer aus dem Kreis ehemaliger VfL-Bundesligaspieler ist Rainer Tobien (TSG Darmstadt, ASV Köln, VfL Osnabrück, TG Hanau, TV Langen), der, zusammen mit Holger Geschwindner, einer der Bundesligaspieler (erste und zweite Liga des DBB) mit den meisten Einsätzen in Basketball-Bundesligaspielen ist, in mehr als 600 Spielen. Bis auf wenige Ausnahmen sind ehemalige BBL-Spieler des VfL, aus der Zeit der Erfolgsperiode 1966 bis 1970, für ihren ehemaligen Club nicht als Maxi-Basketballer bei den jährlich veranstalteten Bundesbestenspielen des DBB aktiv geworden, besonders weil sie nicht akzeptiert haben, dass die Basketballer des VfL 1975 – in der Folge wurde die Jugendarbeit eingestellt und die Abteilung liquidiert – von ihrem damaligen Präsidium „im Stich gelassen“ wurden und es in einer Periode von länger als fünfunddreißig Jahren zu dieser Entscheidung von Hartwig Piepenbrock nie eine Stellungnahme eines der nachfolgenden Präsidiumsmitglieder im Leitungsorgan des VfL Osnabrück gab. Es ist nicht bekannt, dass auch nur ein einziger der zweiundzwanzig Bundesligaspieler der Jahre 1966 bis 1970 nach Auflösung der Basketballabteilung noch Mitglied des VfL geblieben ist. (Von den 22 VfL-Spielern waren 18 Bürger der Stadt Osnabrück beziehungsweise einer Stadt oder Gemeinde im Landkreis Osnabrück.) Die weit überwiegende Mehrheit der Bundesligaspieler (18 Spieler, darunter neun Spieler aus dem Kreis der in Osnabrück als Jugendliche ausgebildeten Basketballer) hat beziehungsweise hatte, nach einem Wechsel zu einem Verein außerhalb des Osnabrücker Landes oder nach Beendigung ihrer Basketballkarriere, ihren Lebensmittelpunkt auf Dauer nicht mehr in Osnabrück oder in einem anderen Ort des Osnabrücker Landes.

## Weiterführende Informationen

### Spielerprofile
- Spieler-Statistik Lothar Waldowski FIBA European Championship for Men – Final Round 1955
- Spieler-Statistik Klaus Weinand FIBA European Championship for Men – Final Round 1961
- Spieler-Statistik Rolf Dieter und Helmut Uhlig FIBA European Championship for Men – Final Round 1971
- Spieler-Statistik Karel Baroch FIBA European Championship for Men – Final Round 1965/67/69/71
- Deutsche Basketballnationalmannschaft 1968 bis 1972 – Vorbereitung Olympische Sommerspiele 1972
- Spieler-Statistik Uhlig und Weinand Olympische Sommerspiele 1972 München. SR/Sports Reference – Olympic Sports
- Porträt Ralph Ogden / NBA. databasebasketball.com